# Tự nhiên

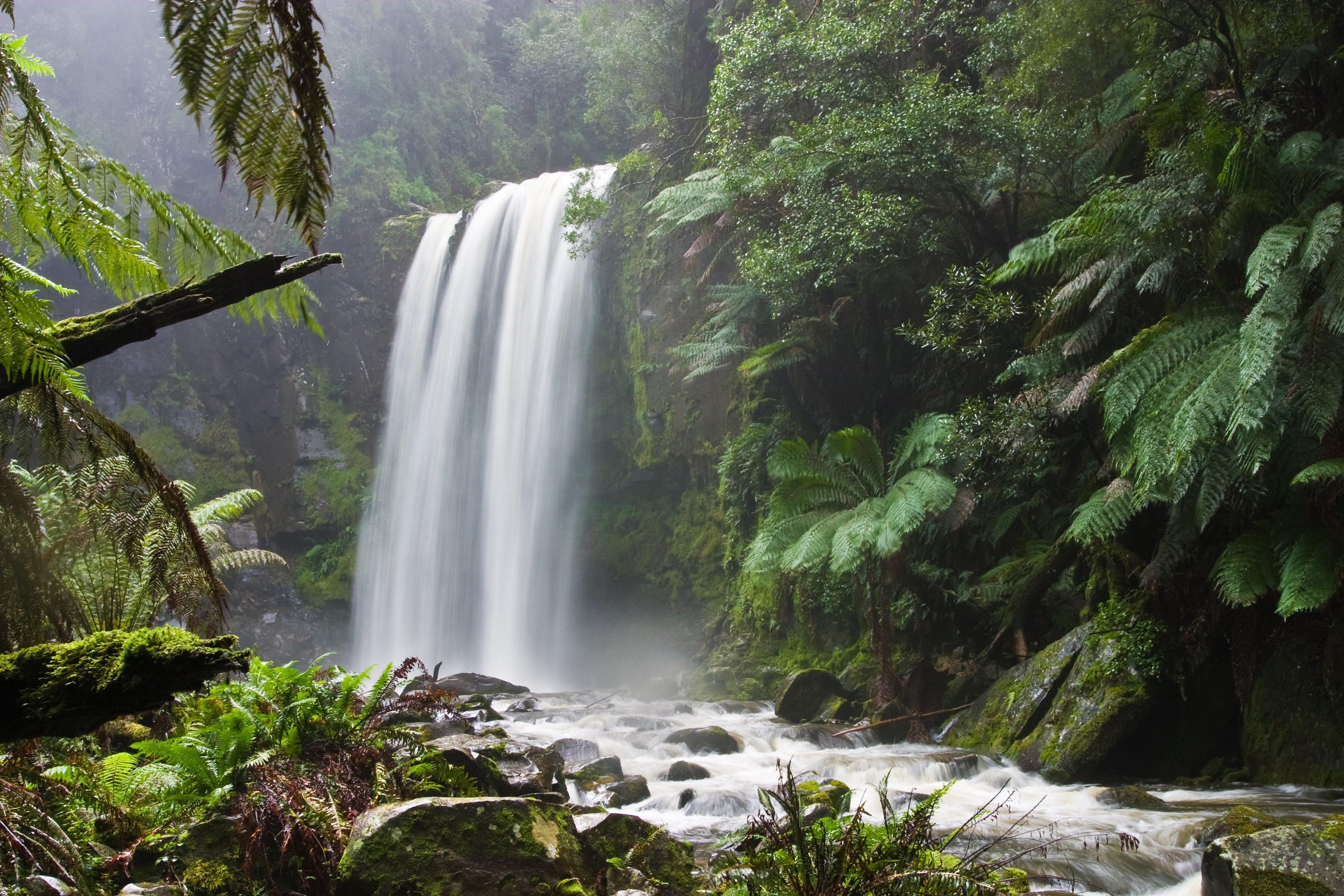
Thác Hopetoun, Úc

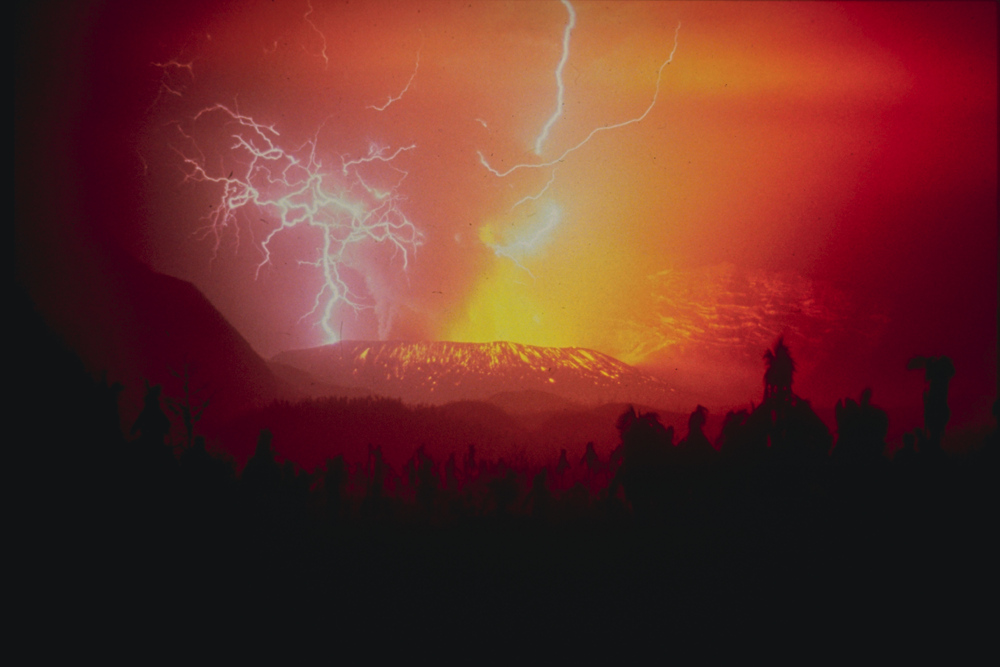
Sét đánh xuống núi lửa Galunggung đang phun trào, Tây Java, Indonesia, năm 1982.

Tự nhiên hay thiên nhiên, theo nghĩa rộng nhất, là thế giới hay vũ trụ mang tính vật chất. "Tự nhiên" nói đến các hiện tượng xảy ra trong thế giới vật chất, và cũng nhắc đến sự sống nói chung. Phạm vi bao quát của nó từ cấp hạ nguyên tử cho tới những khoảng cách lớn trong vũ trụ. Nghiên cứu về tự nhiên là một mảnh ghép lớn trong thế giới khoa học. Dù cho con người hiển nhiên là một phần của tự nhiên, nhưng những hoạt động của con người thường được phân biệt rạch rời khỏi những hiện tượng tự nhiên.
Với nhiều cách sử dụng và ý hiểu ngày nay, "tự nhiên" cũng nhắc đến địa chất và thế giới hoang dã. Tự nhiên cũng bao gồm nhiều loại động thực vật sống khác nhau, và trong một số trường hợp liên quan tới tiến trình của những vật vô tri vô giác – cách mà những kiểu riêng biệt của sự vật tồn tại và làm biến đổi môi trường quanh nó, tỉ như thời tiết và hoạt động địa chất của Trái Đất, cũng như vật chất và năng lượng của tất cả mọi thứ mà chúng cấu thành lên. Khi hiểu theo nghĩa là "môi trường tự nhiên" hoặc vùng hoang dã – động vật hoang dã, đá, rừng, bờ biển, và nói chung những thứ không bị tác động của con người thay đổi hoặc phản kháng trước những tác động của con người. Ví dụ, các sản phẩm được sản xuất hoặc có tác động bởi con người nói chung sẽ không được coi là thuộc về tự nhiên, trừ khi được định nghĩa thành những lớp lang phù hợp, ví dụ, "bản chất con người" (nhân tính) hay "toàn thể tự nhiên". Khái niệm truyền thống này về các vật tự nhiên mà đôi khi ngày nay vẫn sử dụng hàm ý sự phân biệt giữa thế giới tự nhiên và nhân tạo, với những thứ nhân tạo được ngầm hiểu từ tâm thức hoặc tư duy của con người. Phụ thuộc vào từng ngữ cảnh, thuật ngữ "tự nhiên" cũng có thể khác hẳn với từ "không tự nhiên" hay "siêu nhiên".

## Trái Đất
Trái Đất là hành tinh duy nhất hiện đã được biết là có hỗ trợ cho sự sống, và các đặc điểm tự nhiên của nó là đối tượng cho nhiều lĩnh vực nghiên cứu khoa học. Trong hệ Mặt Trời, Trái Đất là hành tinh gần Mặt Trời thứ 3; là hành tinh đất đá lớn nhất và là hành tinh lớn thứ 5 trong 8 hành tinh. Đặc điểm khí hậu nổi bật nhất của nó là hai vùng cực rộng lớn, hai đới ôn hòa tương đối hẹp và một vùng trải rộng từ nhiệt đới xích đạo đến cận nhiệt đới. Giáng thủy biến thiên rộng tùy theo vị trí, từ vài met mỗi năm đến ít hơn một milimet. 71% bề mặt Trái Đất là nước mặn, phần còn lại là các lục địa và đảo, với hầu hết con người định cư ở những vùng đất thuộc Bắc Bán cầu.
Trái Đất tiến hóa qua các quá trình sinh học và địa chất đã để lại các dấu vết của những môi trường nguyên thủy. Bề mặt Trái Đất được chia thành các mảng kiến tạo chuyển dịch chầm chậm. Phần bên trong hành tinh vẫn còn hoạt động với một lớp dày được gọi là manti và lõi sắt trong cùng tạo ra một từ trường. Lõi sắt này bao gồm một pha rắn ở trong và một pha lỏng ở ngoài. Sự chuyển động đối lưu trong lõi tạo nên những dòng điện tử thông qua những hoạt động xuất điện, và hình thành nên từ trường Trái Đất.
Các đặc tính khí quyển hiện tại đã thay đổi đáng kể so với môi trường sơ khai do sự hiện diện của các dạng sống, chúng tạo nên sự cân bằng sinh thái, giúp ổn định môi trường bề mặt. Mặc cho những biến động khí hậu trên một khu vực rộng dọc theo vĩ độ và các yếu tố địa lý khác, khí hậu trung bình dài hạn toàn cầu là khá ổn định trong thời kỳ gian băng, và những biến đổi về mức độ hoặc nhiệt độ toàn cầu trung bình trong lịch sử đã tạo ra những ảnh hưởng chính yếu đối với cân bằng sinh thái và địa lý hiện thời của Trái Đất.

### Địa chất

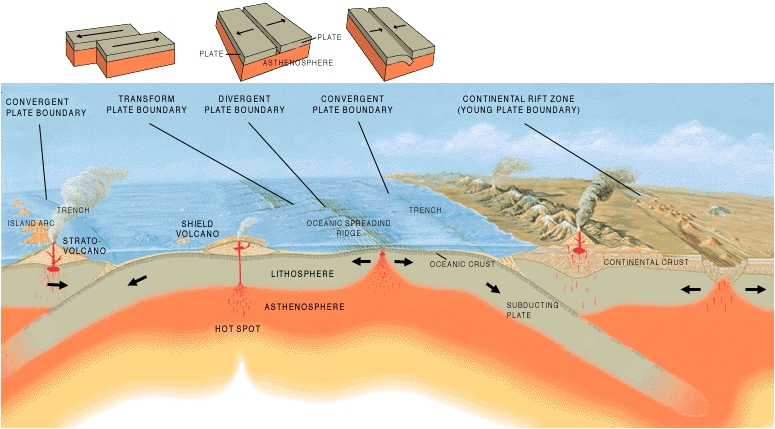
Ba kiểu ranh giới mảng kiến tạo.

Địa chất học là ngành khoa học nghiên cứu về vật chất rắn và lỏng cấu tạo nên Trái Đất. Lĩnh vực địa chất bao gồm việc nghiên cứu về thành phần, cấu tạo, thuộc tính vật lý, động lực và lịch sử của các vật liệu trên Trái Đất và các quá trình mà các vật liệu này được hình thành, di chuyển và biến đổi. Địa chất học là một trường học thuật chính, và cũng rất quan trọng trong khai thác mỏ, dầu khí, những kiến thức về các tai biến thiên nhiên và những giải pháp giảm thiểu các tai biến này, các lĩnh vực địa kỹ thuật, và hiểu về cổ khí hậu và cổ môi trường.

#### Tiến hóa địa chất
Địa chất của một khu vực liên quan đến thời gian các đơn vị đá kết tụ và đệm chèn, và quá trình biến dạng làm thay đổi hình dạng và vị trí tồn tại ban đầu của chúng.
Các đơn vị đá đầu tiên được hình thành bằng cách tích tụ trên bề mặt hoặc xâm nhập vào các đá có trước. Sự tích tụ xảy ra khi trầm tích lắng đọng trên bề mặt Trái Đất và sau đó biến thành đá tạo thành đá trầm tích, hoặc khi vật liệu núi lửa phun lên ở dạng tro núi lửa hoặc dòng dung nham phủ trên bề mặt. Những loại đá macma xâm nhập như batholith (thể nền), laccolith (thể nấm), dike (thể mạch), và sill, làm đẩy các lớp đá bên trên lên và kết tinh khi chúng xâm nhập vào.
Sau khi lớp đá được hình thành hay tích tụ, các đơn vị đá có thể bị biến dạng hoặc biến chất. Sự biến dạng làm cho các lớp nằm ngang co lại, hoặc kéo giãn ra hoặc di chuyển dọc theo nhau giữa hai phần của đứt gãy. Những cơ chế cấu trúc này liên quan đến các ranh giới hội tụ, ranh giới tách giãn và ranh giới chuyển dạng giữa các mảng kiến tạo.

### Quan điểm lịch sử

Ảnh động miêu tả sự dịch chuyển của các lục địa khi tách ra từ Pangaea cho đến nay.

Trái Đất ước tính được hình thành cách đây 4,54 tỉ năm từ tinh vân Mặt Trời, cùng với Mặt Trời và các hành tinh khác. Mặt Trăng được hình thành khoảng 20 triệu năm sau đó. Ban đầu Trái Đất ở dạng nóng chảy, lớp ngoài cùng của hành tinh nguội dần rồi tạo thành vỏ rắn. Các khí thoát ra và hoạt động núi lửa tạo nên bầu khí quyển nguyên thủy. Phần lớn hoặc tất cả hơi nước ngưng tụ đến từ băng được sao chổi mang đến, tạo ra các đại dương và những nguồn nước khác. Môi trường hóa học năng lượng cao được cho là đã tạo ra các phân tử tự sao chép khoảng 4 tỉ năm về trước.

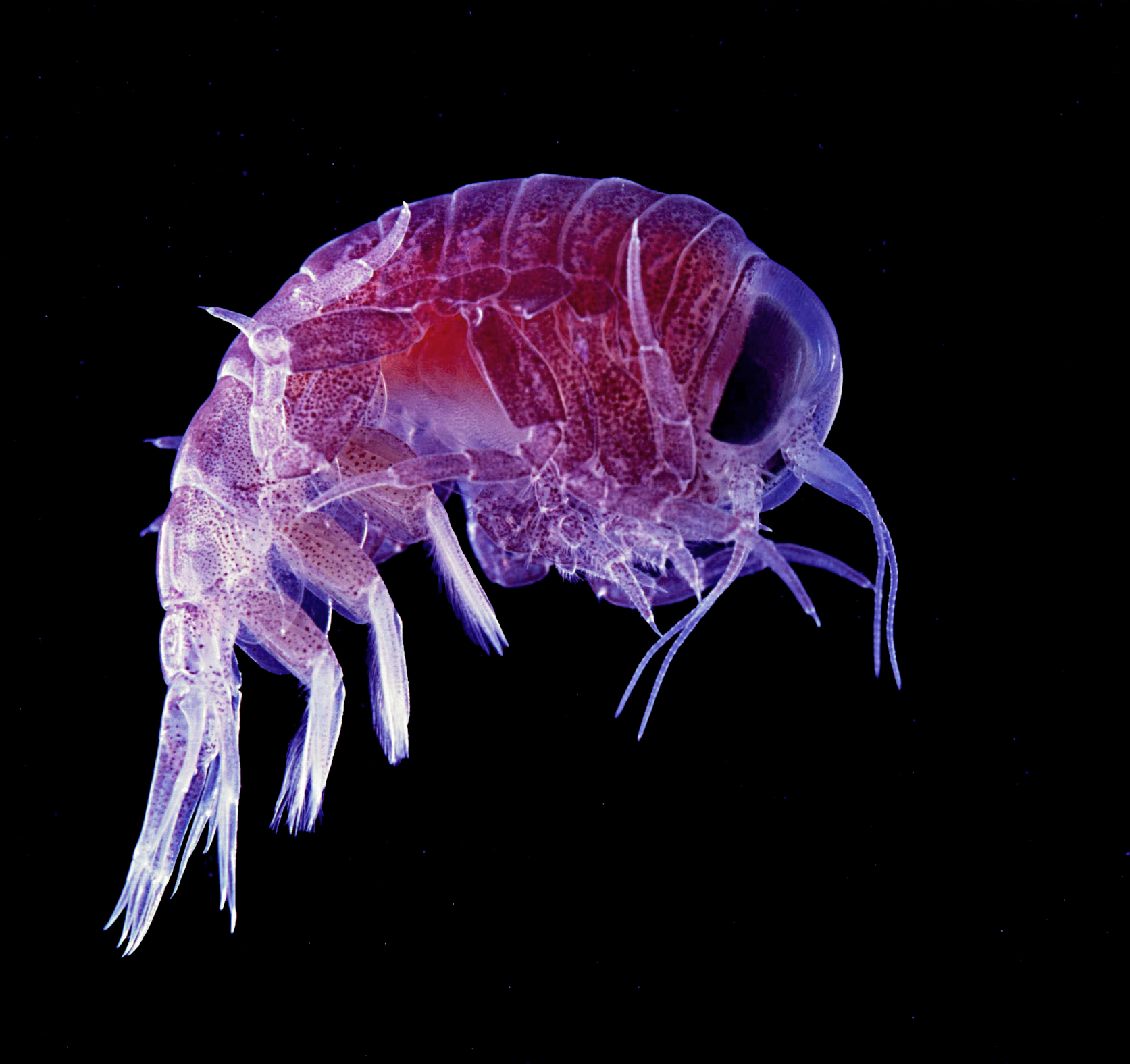
Phiêu sinh vật trong đại dương, biển và hồ tồn tại với nhiều hình dạng khác nhau từ ít nhất 2 triệu năm.

Các lục địa được hình thành, rồi sau đó vỡ ra và tái sáp nhập thành bề mặt Trái Đất trải qua hàng trăm triệu năm, đôi khi kết hợp với nhau tạo thành các siêu lục địa. Khoảng 750 triệu năm trước, siêu lục địa đầu tiên có tên Rodinia bắt đầu vỡ ra. Các lục địa sau đó kết hợp lại tạo thành Pannotia, lục địa này sau đó tiếp tục vỡ ra vào khoảng 540 triệu năm trước, sau cùng thì sáp nhập tạo thành Pangaea, rồi lại vỡ ra vào khoảng 180 triệu năm trước.
Có bằng chứng rõ ràng về hoạt động băng hà trong suốt Đại Tân Nguyên sinh (Neoproterozoic), băng đã bao phủ phần lớn hành tinh, trong những sông băng và tảng băng. Giả thiết này được gọi là "Quả cầu tuyết Trái Đất", và nó được đặc biệt quan tâm khi nó có trước sự kiện bùng nổ kỷ Cambri mà theo đó các dạng sống đa bào bắt đầu sinh sôi nảy nở khoảng 530–540 triệu năm trước.
Kể từ vụ bùng nổ kỷ Cambri đã có 5 sự kiện tuyệt chủng lớn. Vụ tuyệt chủng lớn gần đây nhất xảy ra vào khoảng 66 triệu năm trước, khi một thiên thạch có lẽ đã va chạm vào Trái Đất làm tuyệt chủng các loài khủng long phi chim và các loài bò sát lớn khác, ngoại trừ những loài động vật nhỏ như động vật có vú. Và hơn 66 triệu năm qua, lớp thú đã tiến hành đa dạng hóa chủng loài.
Kỷ nguyên hiện tại được xem là một phần của sự kiện tuyệt chủng lớn có tên gọi là tuyệt chủng Holocen, đây là thời kỳ tuyệt chủng nhanh chưa từng thấy. Một số tác giả như E. O. Wilson thuộc Đại học Harvard, dự đoán rằng sự phá hoại sinh quyển của con người có thể là nguyên nhân làm tuyệt chủng phân nửa các loài trên Trái Đất trong vòng 100 năm tới. Phạm vi của sự tuyệt chủng hiện tại vẫn đang được nghiên cứu, vẫn còn tranh cãi và tính toán của các nhà sinh học.

## Khí quyển, khí hậu, và thời tiết

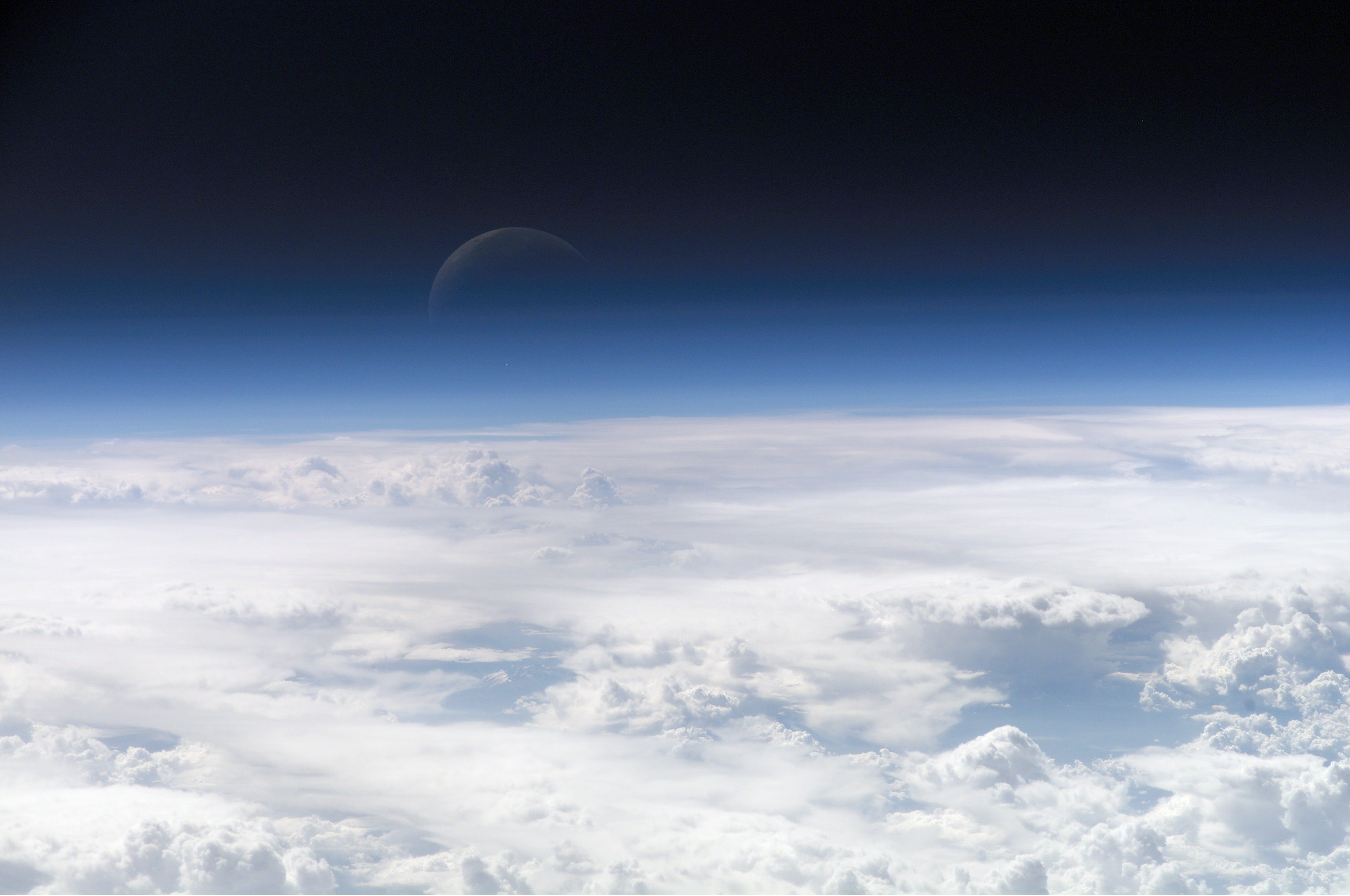
Ánh sáng xanh tán xạ mạnh hơn so với các sóng dài khác trong không khí của khí quyển, làm cho Trái Đất có màu xanh da trời khi nhìn từ không gian.

Khí quyển Trái Đất là yếu tố quan trọng nhằm duy trì hệ sinh thái của hành tinh. Lớp khí mỏng bao bọc Trái Đất được giữ bởi trọng lực của Trái Đất. Không khí khô bao gồm 78% nitơ, 21% oxy, 1% argon và các khí trơ khác, cacbon dioxide...; nhưng không khí cũng chứa một lượng đáng kể hơi nước. Áp suất khí quyển giảm từ từ theo cao độ, và tồn tại trong khoảng khoảng 8 km từ bề mặt Trái Đất: độ cao mà áp suất khí quyển giảm theo hằng số e (hằng số toán học tương đương 2,71...). Tầng ozon của khí quyển Trái Đất có vai trò quan trọng trong việc ngăn chặn tia cực tím đến bề mặt Trái Đất. Vì DNA dễ bị hủy hoại bởi các tia UV, nên tầng này giúp bảo vệ sự sống tại bề mặt. Khí quyển cũng giúp duy trì nhiệt vào ban đêm, và giảm nhiệt độ cực nóng vào ban ngày.
Thời tiết trên mặt đất xuất hiện hầu hết ở phần dưới của khí quyển, và có vai trò là hệ đối lưu trong việc tái phân phối nhiệt. Các dòng hải lưu là nhân tố quan trọng khác trong việc xác định khí hậu, đặc biệt là các dòng tuần hoàn muối nhiệt chính dưới nước có vai trò quan trọng trong việc phân phối năng lượng nhiệt trong các đại dương ở xích đạo đến các vùng cực. Các dòng hải lưu này giúp điều hòa sự chênh lệch nhiệt độ giữa mùa đông và mùa hè ở các vùng ôn đới. Cũng thế, do không có sự tái phân bố năng lượng nhiệt của các dòng hải lưu và khí quyển, nên các vùng nhiệt đới sẽ nóng hơn, và vùng cực lạnh hơn.
Thời tiết có thể có những ảnh hưởng tốt và xấu. Thời tiết cực đoan như vòi rồng, bão nhiệt đới và lốc xoáy, có thể tiêu tốn phần lớn năng lượng trên đường đi của chúng và gây tàn phá. Thảm thực vật trên bề mặt phát triển phụ thuộc vào sự biến động của thời tiết theo mùa, và những thay đổi bất ngờ chỉ trong vài năm có thể ảnh hưởng rất lớn đến thảm thực vật này và cả những động vật sống phụ thuộc vào nó để kiếm ăn.
Khí hậu Trái Đất là thước đo về xu hướng diễn biến trong thời gian dài của khí thời tiết. Nhiều yếu tố khác nhau được cho là ảnh hưởng đến khí hậu như hải lưu, suất phản chiếu bề mặt, khí nhà kính, thay đổi độ chiếu sáng của Mặt Trời, và những thay đổi về quỹ đạo của hành tinh. Dựa trên những dữ liệu lịch sử, Trái Đất từng trải qua những lần biến đổi khí hậu mạnh mẽ trong quá khứ như các thời kỳ băng hà.

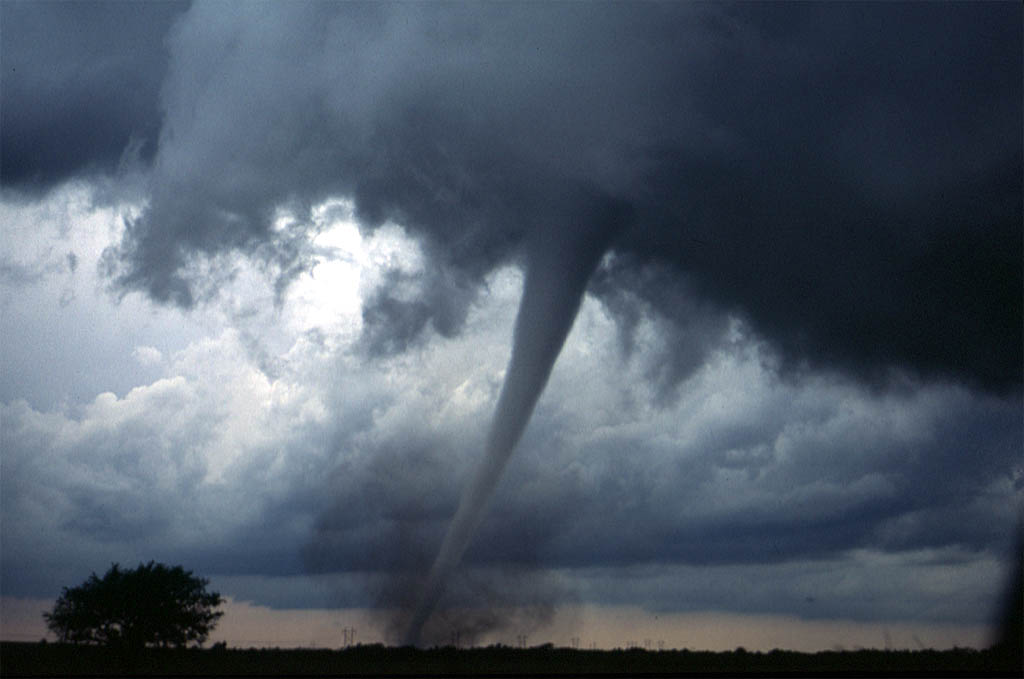
Vòi rồng ở trung tâm Oklahoma

Khí hậu của một khu vực phụ thuộc vào nhiều yếu tố, đặc biệt là vĩ độ. Dải vĩ độ của một bề mặt với các đặc điểm khí hậu tương tự tạo thành một vùng khí hậu. Trên Trái Đất người ta chia thành một số vùng khí hậu từ khí hậu nhiệt đới ở xích đạo đến khí hậu vùng cực ở cực bắc và nam. Thời tiết cũng chịu ảnh hưởng theo mùa là kết quả của sự nghiêng của trục Trái Đất so với mặt phẳng quỹ đạo. Vì vậy, tại một thời điểm trong năm trong mùa hè hoặc đông, một phần của hành tinh sẽ hướng thẳng vào các tia bức xạ của Mặt Trời. Sự tiếp xúc này thay đổi luân phiên khi Trái Đất xoay quanh quỹ đạo của nó. Vào bất kỳ thời điểm nào, bất kể mùa, bán cầu bắc và nam đều có các mùa trái ngược nhau.
Thời tiết là một hệ hỗn loạn dễ dàng bị thay đổi theo môi trường, vì vậy việc dự báo thời tiết chính xác hiện còn bị giới hạn chỉ trong vòng vài ngày. Nhìn chung có hai điều đang diễn ra trên toàn cầu: (1) nhiệt độ đang tăng tính theo giá trị trung bình; và (2) khí hậu khu vực đang trải qua những biến đổi rõ rệt.

## Nước trên Trái Đất

Quang cảnh thác Iguazu giữa biên giới Brasil và Argentina

Nước là một hợp chất hóa học được cấu tạo từ hydro và oxy và là nguồn sống thiết yếu cho tất cả sinh vật. Ở dạng sử dụng thông thường, nước được xem chỉ ở dạng lỏng hoặc trạng thái lỏng, nhưng nước cũng có thể tồn tại ở trạng thái rắn, băng và khí như hơi nước. Nước bao phủ 71% bề mặt Trái Đất. Trên Trái Đất, nước phân bố chủ yếu trong các đại dương và các vực nước lớn khác, chỉ có 1,6% tồn tại trong các tầng chứa nước và 0,001% trong khí quyển ở dạng hơi, mây và hoạt động giáng thủy. Các đại dương chiếm giữ 97% nước mặt, sông băng và chỏm băng ở hai cực chiếm 2,4%, và các dạng nước mặt khác trong sông, hồ và ao chiếm 0,6%. Ngoài ra, còn một lượng nhỏ nước trên Trái Đất tồn tại trong các cơ thể sinh học và những sản phẩm tổng hợp.

### Đại dương

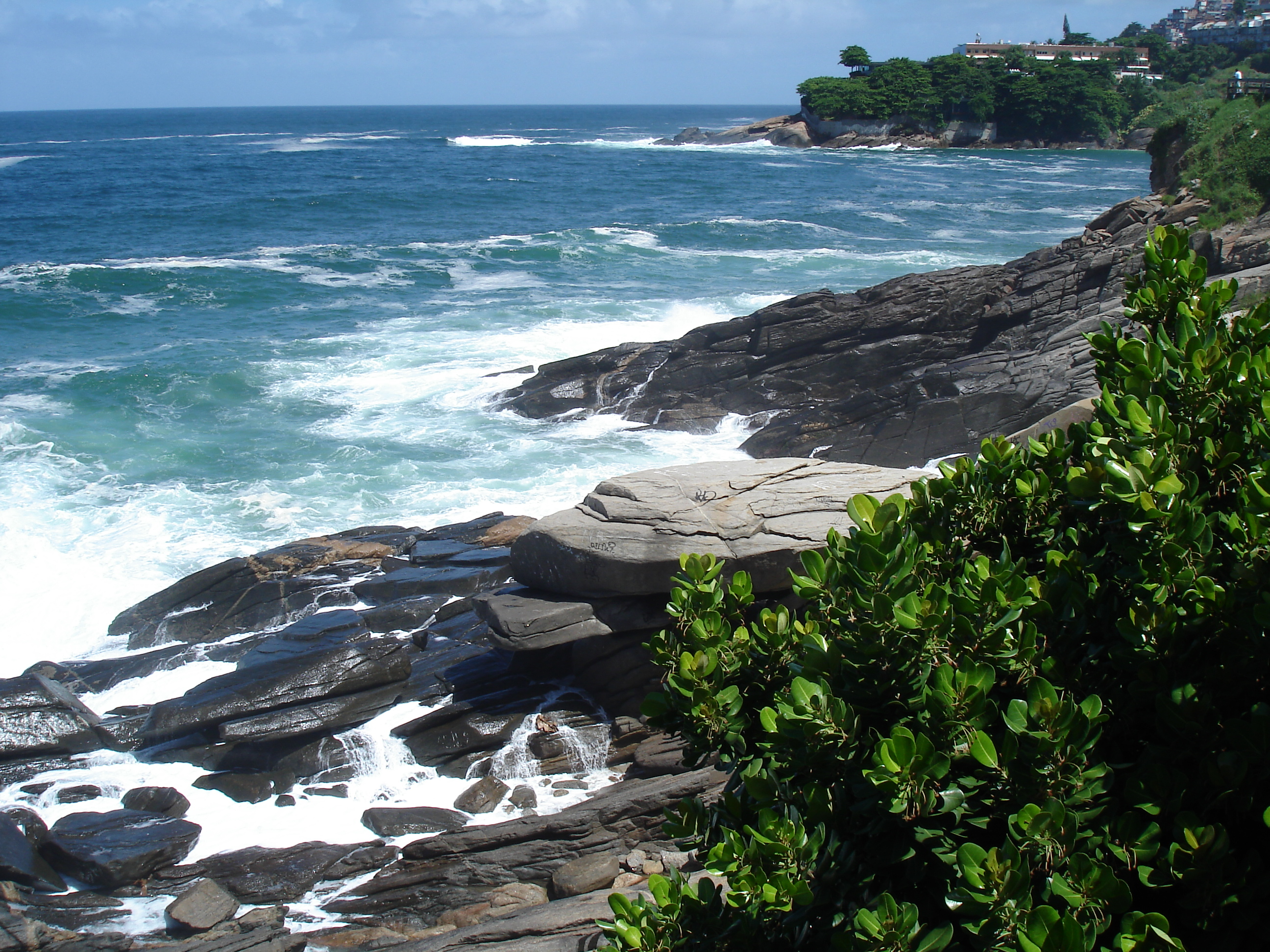
Quang cảnh Đại Tây Dương nhìn từ Leblon, Rio de Janeiro.

Đại dương là vực chứa nước mặn lớn, và là thành phần cơ bản của thủy quyển. Khoảng 71% bề mặt Trái Đất (một vùng trải rộng với diện tích 361 triệu kilomet vuông) được bao phủ bởi đại dương. Các đại dương là các vực nước liên tục, thông thường được chia thành các đại dương chính và các biển nhỏ hơn. Hơn phân nửa khu vực này có độ sâu hơn 3.000 mét. Độ mặn trung bình của đại dương khoảng 35 phần ngàn (ppt) (3,5%), và gần như toàn bộ nước biển có độ mặn dao động trong khoảng 30 đến 38 ppt. Nhìn chung thì các đại dương được xem là 'tách biệt', nhưng những vùng nước này lại liên kết với nhau tạo nên một đại dương toàn cầu. Khái niệm về đại dương toàn cầu đề cập đến một vực nước liên tục với khả năng trao đổi tương đối tự do giữa các thành phần quan trọng của nó trong hải dương học.
Sự phân chia những đại dương chính được xác định một phần bởi các lục địa, nhiều quần đảo, và các tiêu chí khác: kết quả của sự phân chia (thứ tự giảm dần theo diện tích), gồm: Thái Bình Dương, Đại Tây Dương, Ấn Độ Dương, Nam Băng Dương và Bắc Băng Dương. Các khu vực nhỏ hơn của đại dương được gọi là biển, vịnh, và các tên gọi khác. Cũng có từ hồ muối dùng để chỉ các vực nước nhỏ hơn không được liên kết với các đại dương mà chứa nước mặn, ví dụ như biển Aral và hồ Muối Lớn.

### Hồ

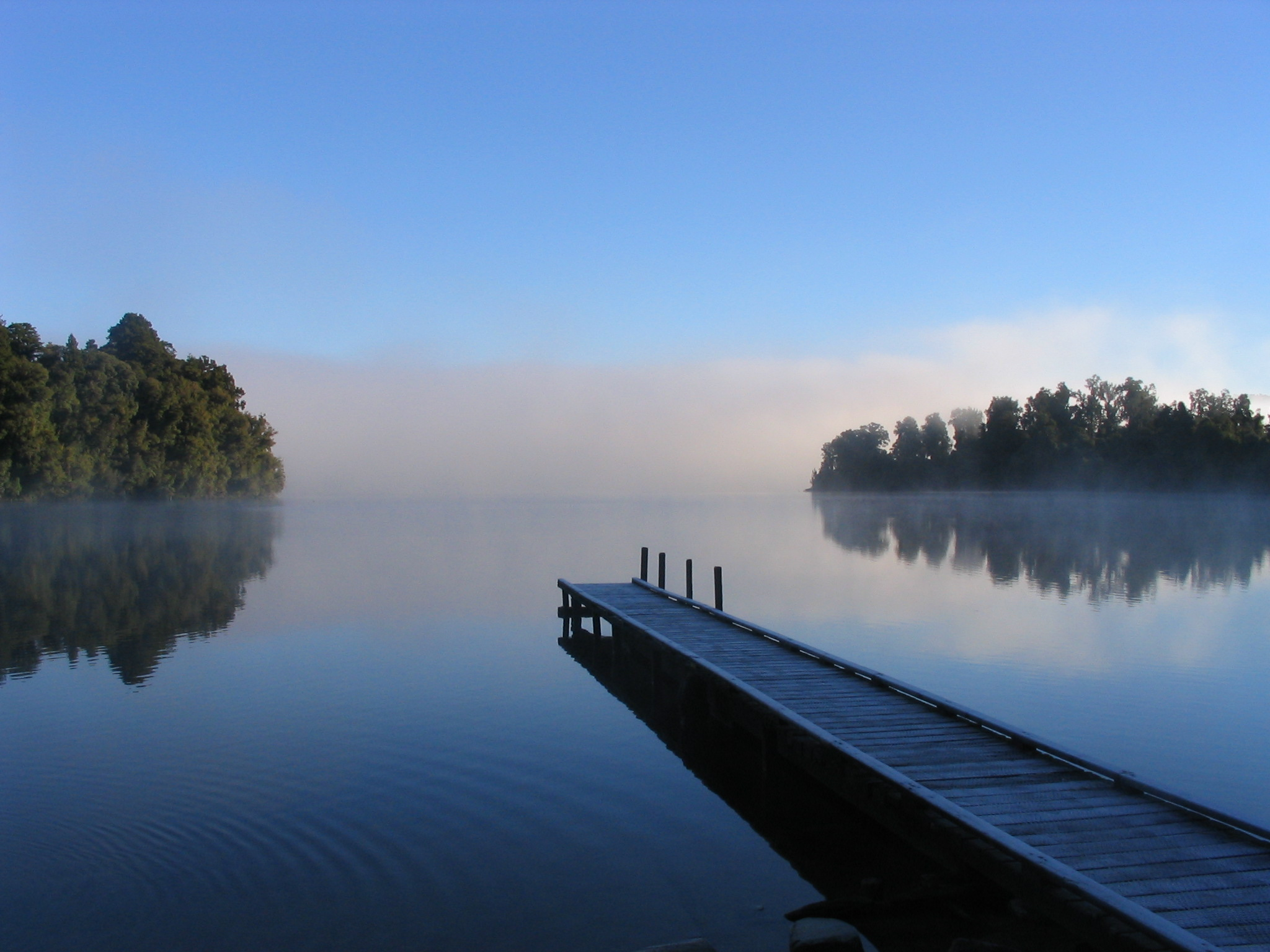
Hồ Mapourika, New Zealand

Hồ là một vực chứa nước trên bề mặt đất nằm ngay trung tâm của một bồn trũng. Trên Trái Đất, vực nước được xem là hồ khi nó nằm trên đất liền, không có phần nào liên quan đến đại dương, nó sâu hơn và rộng hơn ao, và được sông cung cấp nước.5 Một thiên thể duy nhất ngoài Trái Đất được biết đang ẩn náu các hồ là Titan, vệ tinh lớn nhất của Sao Thổ, có những hồ chứa etan và đa phần có thể còn pha trộn thêm metan. Dù bề mặt Titan bị chia cắt bởi một lượng lớn đáy sông, nhưng không thể biết được các hồ của Titan có được các sông này chu cấp hay không. Các hồ tự nhiên trên Trái Đất thường được tìm thấy ở các vùng núi, đới tách giãn, và các vùng có băng hà gần đây. Các dạng hồ khác được tìm thấy trong các lòng chảo nội lục hoặc dọc theo các đoạn sông trưởng thành. Ở nhiều nơi trên thế giới, có nhiều hồ là do các kiểu thoát nước hỗn tạp tồn tại từ thời kỳ băng hà gần đây nhất. Tất cả các hồ tồn tại một cách tương đối theo thời gian địa chất, vì chúng sẽ bị lấp đầy chầm chậm bởi trầm tích hoặc tràn ra khỏi lưu vực chứa nó.

#### Ao

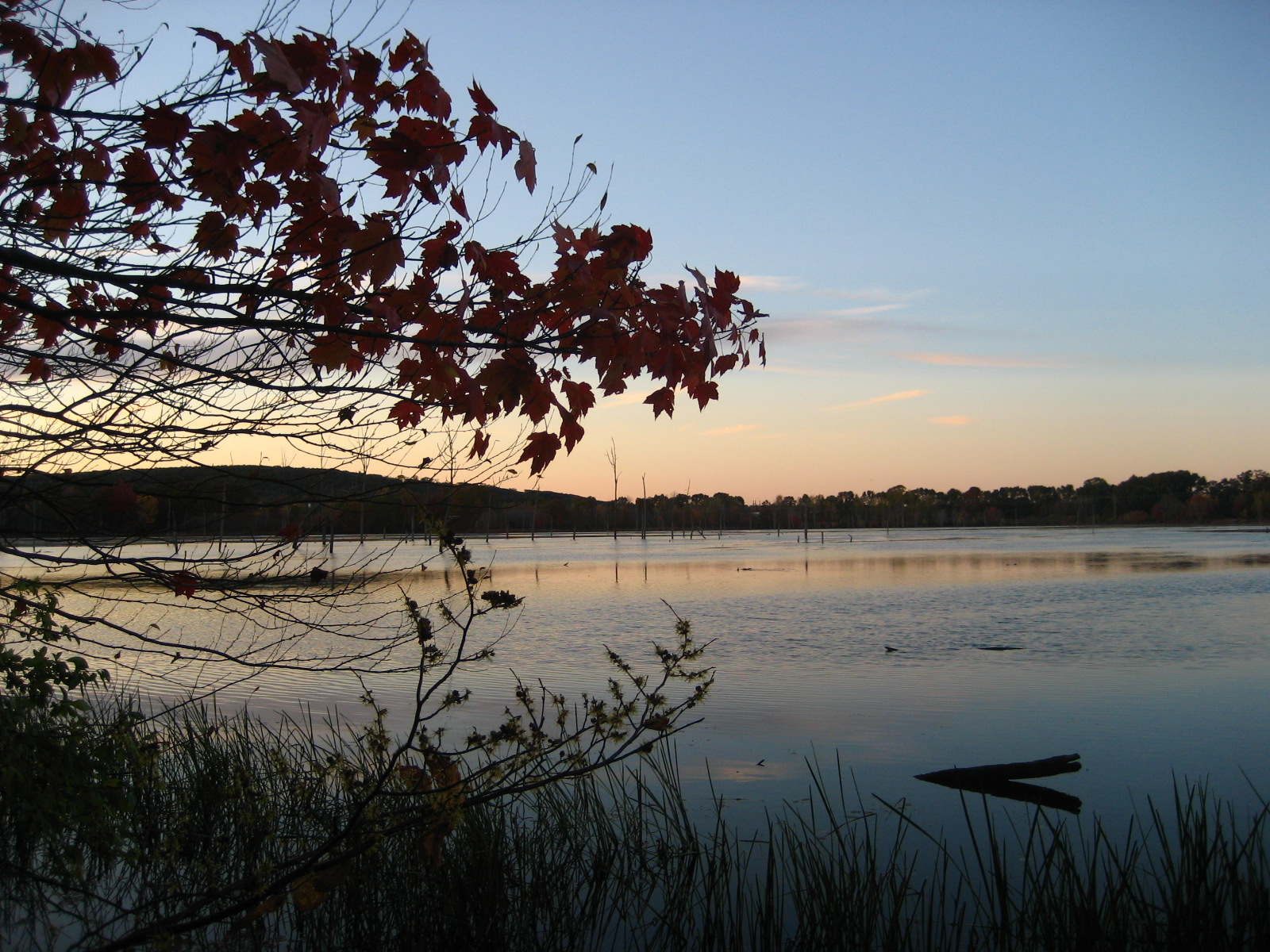
Bồn Westborough (Mill Pond) ở Westborough, Massachusetts.

Ao là một vực nước đứng (không chuyển động), tự nhiên hoặc nhân tạo, thường nhỏ hơn hồ. Nhiều kiểu vực nước nhân tạo kích thước khác nhau cũng được xếp vào ao, như các vườn nước được thiết kế cho nghệ thuật trang trí thẩm mỹ, ao cá cho việc nuôi cá, và ao năng lượng được thiết kế cho việc trữ nhiệt. Ao và hồ được phân biệt với các suối thông qua vận tốc dòng chảy. Trong khi các dòng chảy trong suối dễ dàng quan sát, thì ao và hồ có các vi dòng chảy được điều khiển bởi các dòng nhiệt và những cơn gió thoảng nhẹ. Đây chính là những đặc điểm phân biệt ao với nhiều vùng đất ngập nước khác, như vũng suối và bể thủy triều.

### Sông

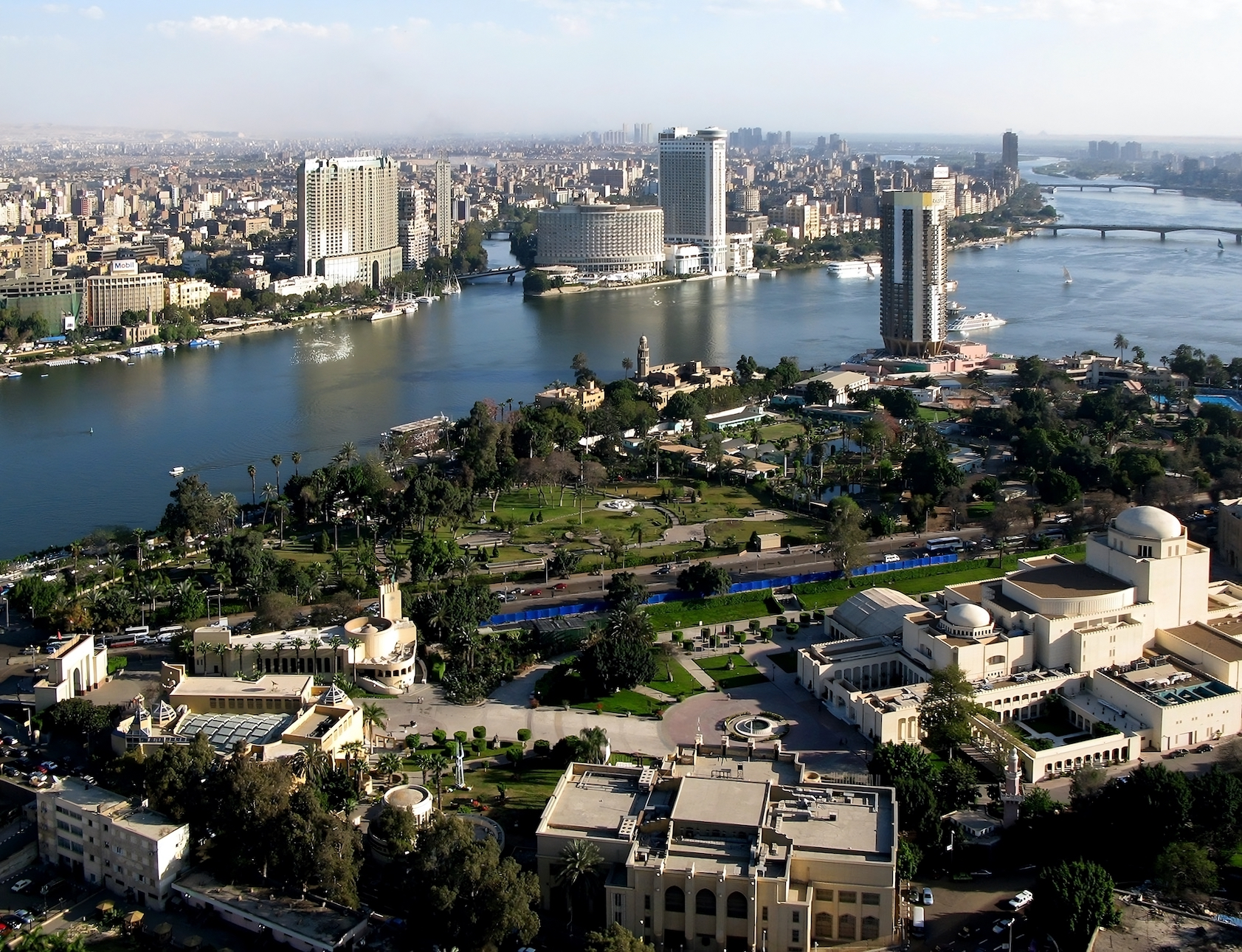
Sông Nin ở thủ đô Cairo, Ai Cập.

Sông là một nguồn nước tự nhiên, thường là nước ngọt, chảy vào đại dương, hồ, biển hoặc một sông khác. Trong vài trường hợp, sông chảy ngầm dưới đất hoặc bị khô hoàn toàn trước khi đổ vào một vực nước khác. Các sông nhỏ có thể được gọi với nhiều tên gọi khác nhau, như: suối, kênh, rạch, ngòi, lạch; không có nguyên tắc chung để định nghĩa thế nào là con sông. Nhiều tên gọi cho các sông nhỏ cũng tùy theo vị trí địa lý; ví dụ như Burn ở Scotland và Đông Bắc Anh. Đôi khi sông được cho là lớn hơn một con lạch, nhưng không phải lúc nào cũng đúng trong mọi trường hợp, còn tùy vào những ý ngẫm mơ hồ của ngôn ngữ. Sông là một phần của chu trình nước. Nước trong sông thường tụ lại từ hoạt động giáng thủy chảy tràn trên bề mặt, xuất lộ của nước ngầm, suối, và giải phóng từ các dạng chứa nước khác trong tự nhiên như băng tuyết, sông băng.

### Suối

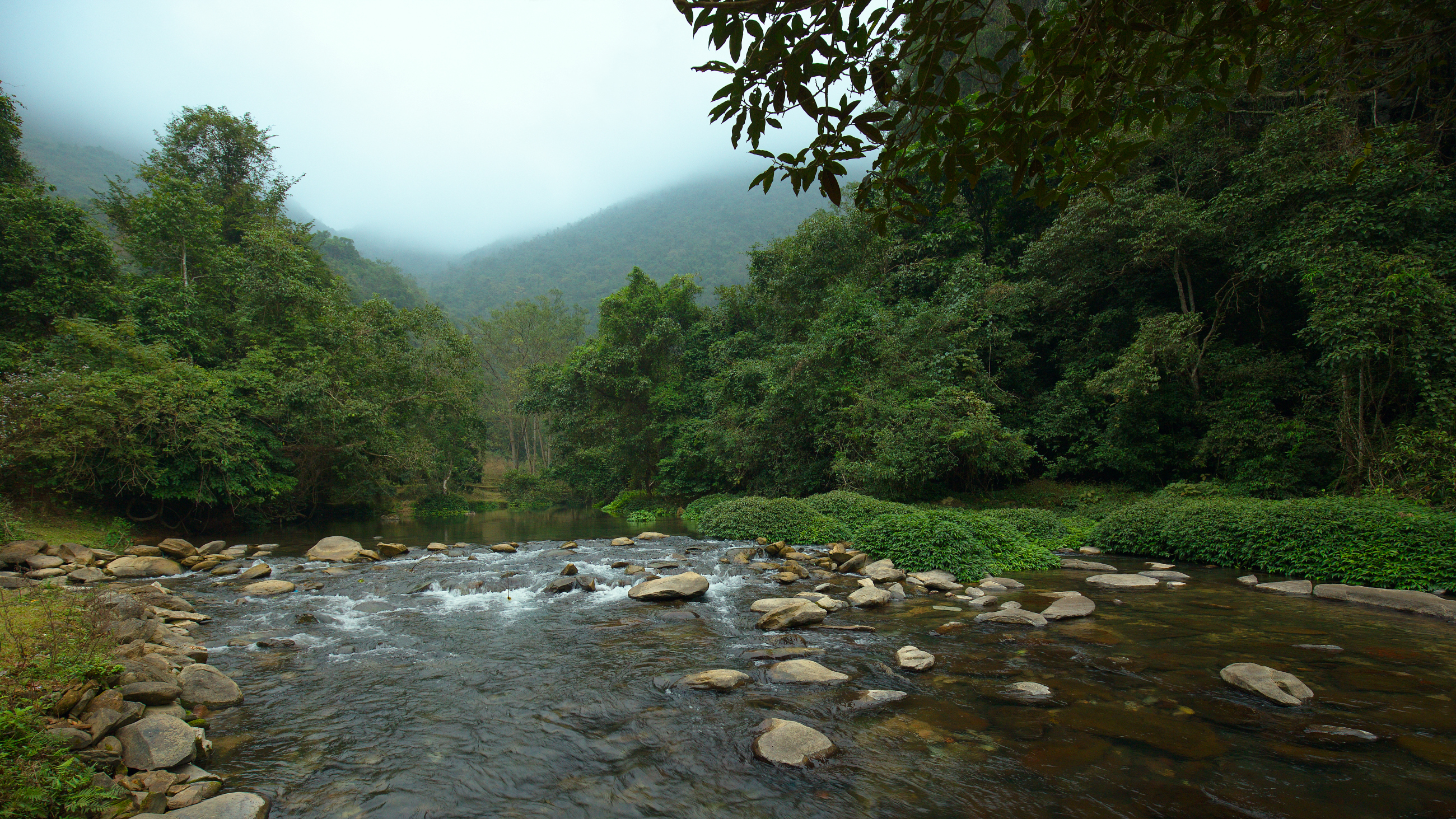
Chiều trên suối Lê Nin ở Pác Bó, Trường Hà, Hà Quảng, Cao Bằng

Suối là một vực nước chảy được xác định trong giới hạn của đáy và bờ suối. Hoa Kỳ định nghĩa suối là vực nước có bề rộng nhỏ hơn 18 met. Suối đóng vai trò quan trọng là mao dẫn của vòng tuần hoàn nước, công cụ của bổ cấp nước ngầm, và là hành lang cho cá và các loài động vật hoang dã di cư. Những cảnh quan sinh học lân cận dòng suối được gọi là vùng ven. Với hiện trạng đang diễn ra về tuyệt chủng Holocen, các dòng suối đóng vai trò quan trọng như một hành lang liên kết các môi sinh bị chia cắt và những vấn đề bảo tồn đa dạng sinh học. Nghiên cứu về suối và vực nước nhìn chung liên quan đến nhiều nhánh liên ngành của khoa học tự nhiên và kỹ thuật như thủy văn học, địa mạo bồi tích, thủy sinh thái học, ngư sinh thái học, ven sinh thái học, v.v.

## Hệ sinh thái

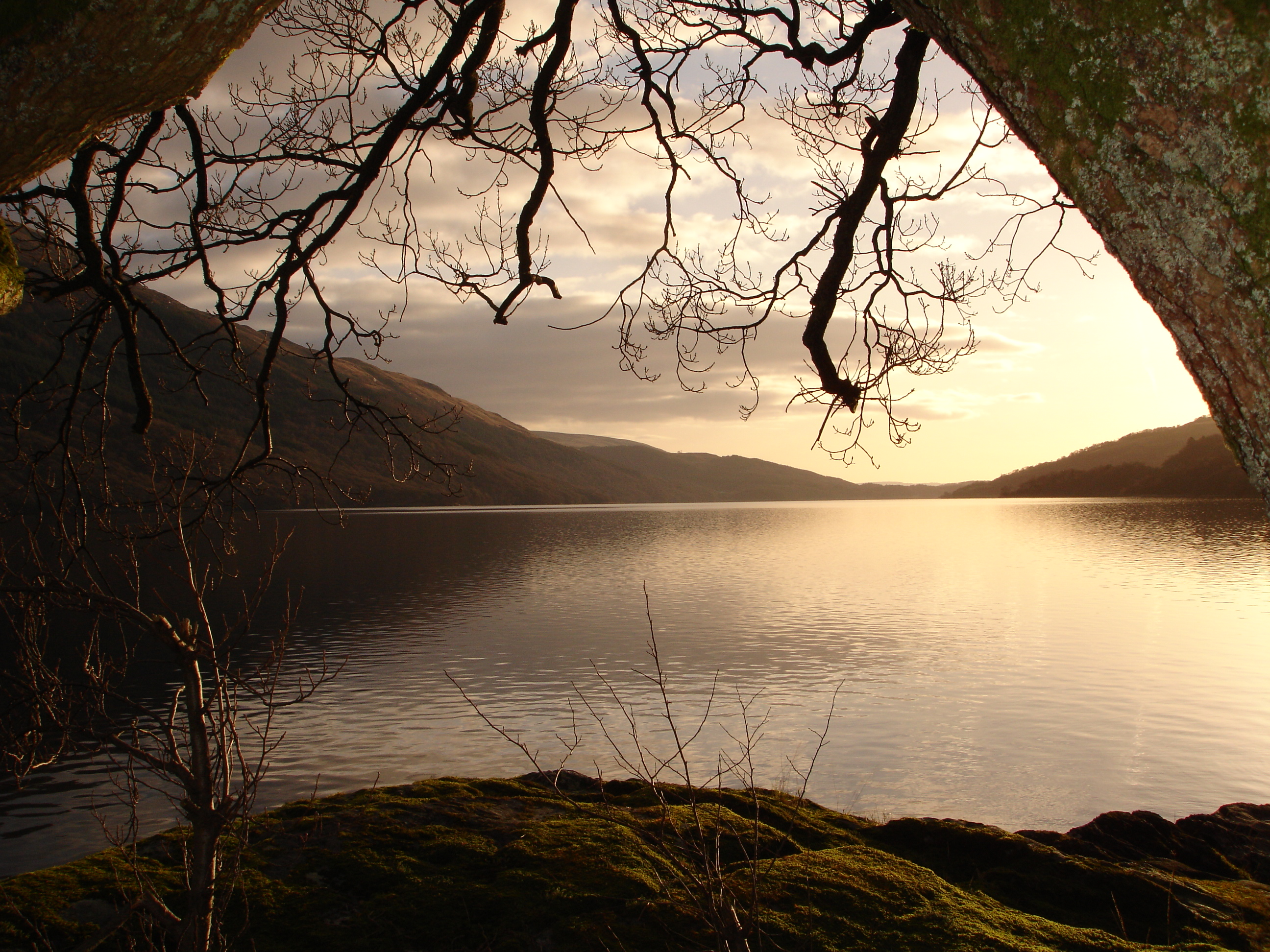
Loch Lomond ở Scotland hình thành một hệ sinh thái tương đối biệt lập. Hệ cá trong hồ này hầu như không thay đổi trong khoảng thời gian rất dài.

Hệ sinh thái được cấu thành bởi các thành phần vô sinh và hữu sinh tương tác với nhau. Cấu trúc và thành phần được xác định bởi nhiều yếu tố môi trường tương quan. Những biến đổi về các yếu tố này sẽ khơi mào những thay đổi động lực đến các hệ sinh thái. Một số thành phần quan trọng hơn là đất, khí quyển, bức xạ mặt trời, nước và các sinh vật sống.

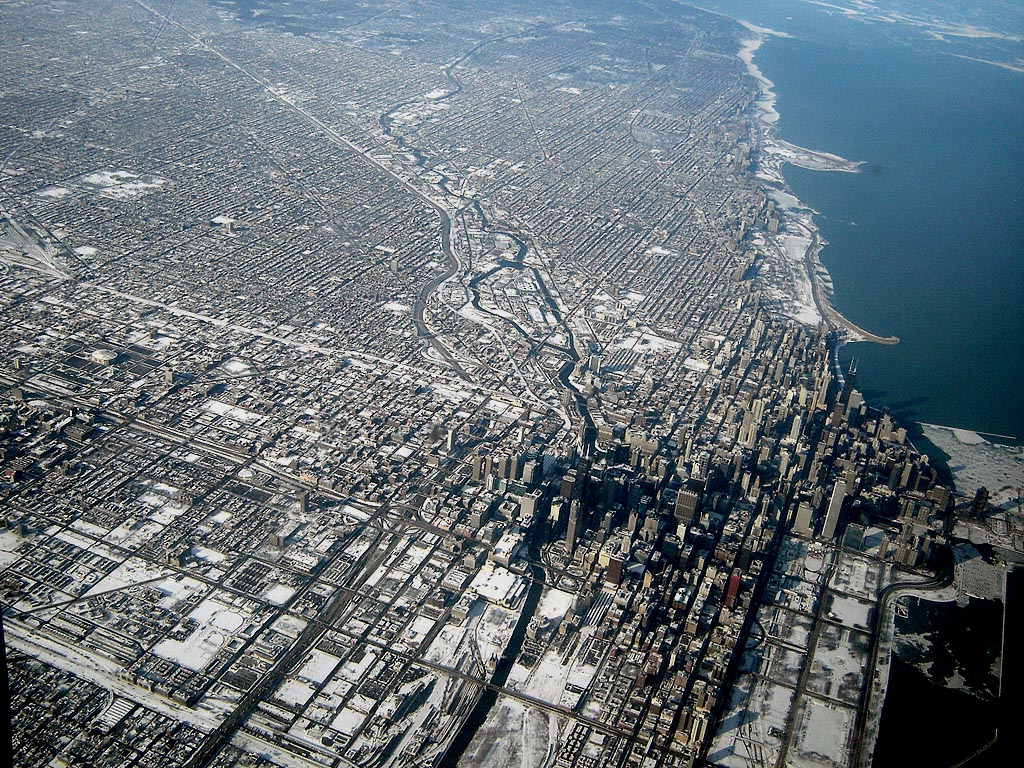
Ảnh vệ tinh hệ sinh thái của con người ở thành phố Chicago, Hoa Kỳ

Trung tâm của khái niệm hệ sinh thái là ý tưởng về các sinh vật sống tương tác với các yếu tố khác trong môi trường mà chúng sống. Eugene Odum, một nhà sáng lập của sinh thái học nhận định rằng: "Bất cứ thành tố nào bao gồm tất cả sinh vật (như: "quần xã") của một khu vực cho trước tương tác với môi trường vật lý cũng chính là dòng chảy năng lượng dẫn đến sự xác định rõ ràng cơ cấu dinh dưỡng, đa dạng sinh học và các chu trình vật chất (như: trao đổi vật chất giữa những phần vô sinh và hữu sinh) trong hệ thống của một hệ sinh thái." Bên trong hệ sinh thái, các loài có quan hệ với nhau và phụ thuộc nhau qua chuỗi thức ăn, và trao đổi năng lượng và vật chất giữa chúng với nhau cũng như với môi trường mà chúng sinh sống. Khái niệm hệ sinh thái con người căn cứ vào sự giải tỏa cấu trúc giữa hai mặt đối lập loài người/tự nhiên và tiên đề về sự hòa hợp sinh thái giữa tất cả sinh vật, cũng như với những thành phần vô sinh trong sinh cảnh của chúng ta.
Các đơn vị nhỏ hơn của hệ sinh thái được gọi là vi hệ sinh thái. Ví dụ, vi hệ sinh thái có thể là hòn đá và tất cả sinh vật sống bên dưới nó. Một đại hệ sinh thái có thể liên quan đến toàn bộ vùng sinh thái cùng lưu vực của nó.

### Vùng hoang dã

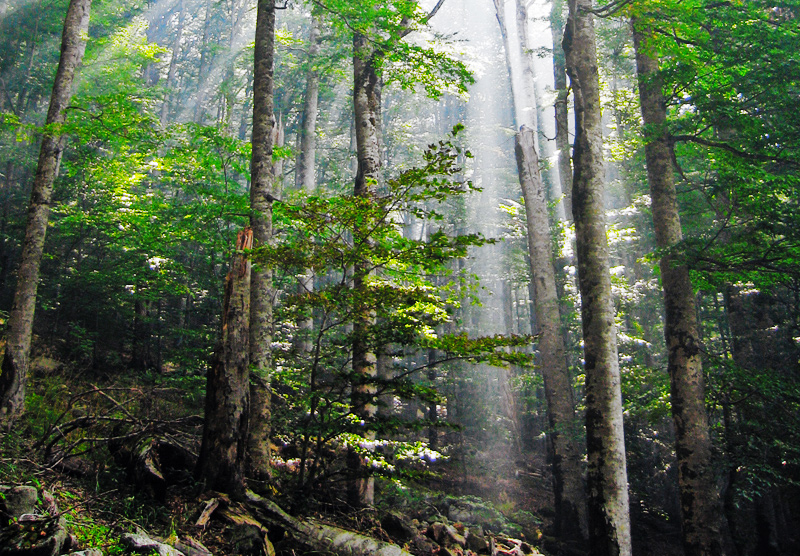
Rừng nguyên sinh dẻ gai châu Âu ở vườn quốc gia Biogradska Gora, Montenegro.

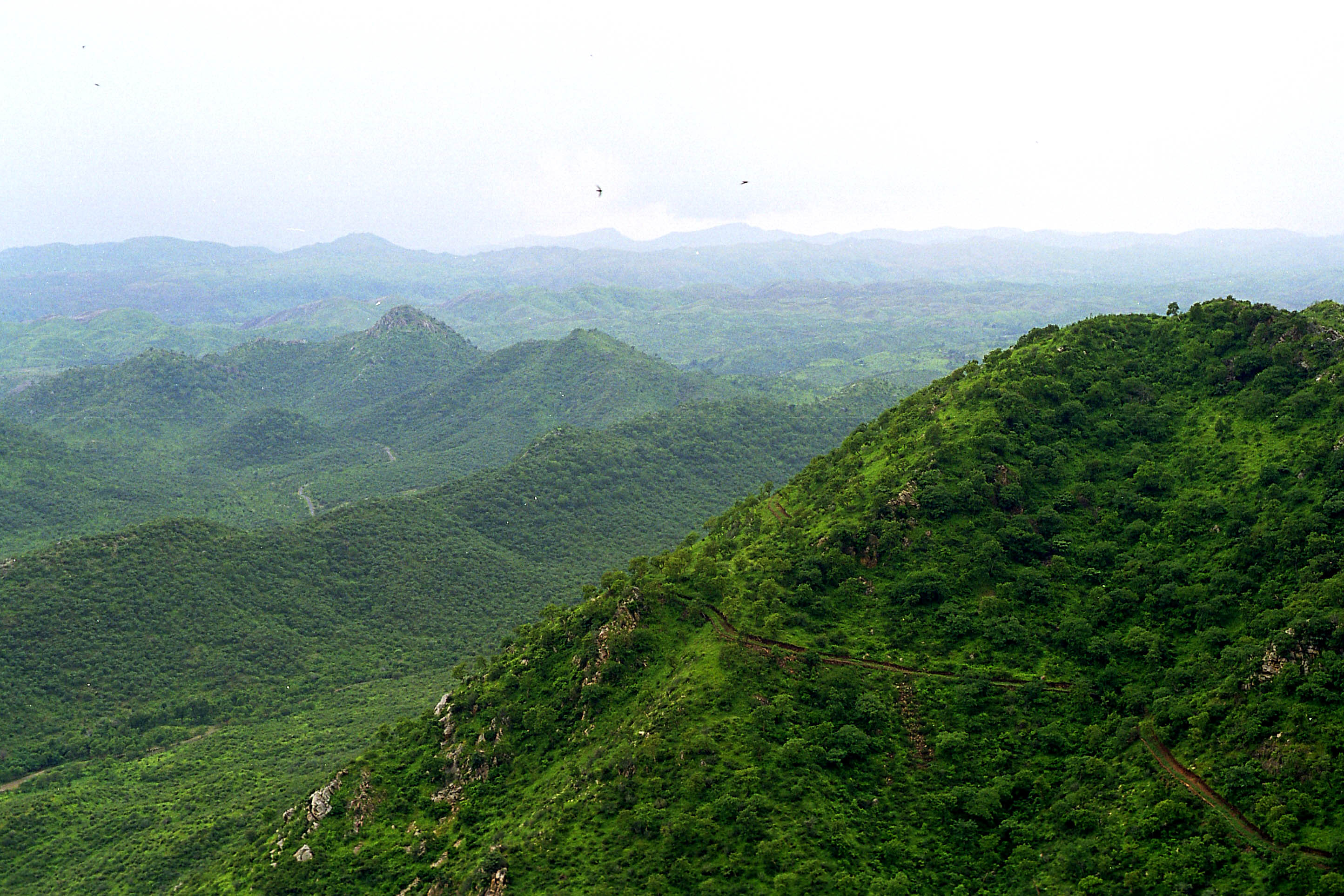
Dãy núi Aravalli xanh tươi ở quận Desert-Rajasthan, Ấn Độ. Người ta thắc mắc rừng làm thế nào mà cây xanh có thể tồn tại trong một khu vực nóng như thế ở Rajasthan, nơi nổi tiếng với hoang mạc Thar.

Vùng hoang dã được định nghĩa chung là những khu vực không có sự tác động đáng kể bởi các hoạt động của con người. Quỹ WILD đưa ra định nghĩa chi tiết hơn đó là "những khu vực hoang dã tự nhiên không bị xáo động, nguyên vẹn nhất còn lại trên hành tinh của chúng ta – những nơi hoang dã thực sự cuối cùng mà con người không kiểm soát và đã không phát triển với đường giao thông, đường ống dẫn hoặc cơ sở hạ tầng công nghiệp khác". Các vùng hoang dã có thể được tìm thấy trong các khu bảo tồn, điền trang, nông trang, trại chăn nuôi, rừng quốc gia, vườn quốc gia và thậm chí là những vùng đô thị dọc theo sông ngòi, khe sâu và các vùng chưa phát triển khác. Các vùng hoang dã và công viên được bảo vệ được xem là thành phần quan trọng đối với sự sống còn của một số loài nhất định, là nơi nghiên cứu về sinh thái học, bảo tồn, tĩnh tâm và tiêu khiển. Nhiều nhà văn viết về tự nhiên tin rằng các vùng hoang dã là cần thiết cho tinh thần và sự sáng tạo của con người, và các nhà sinh thái học xem các vùng hoang dã là một phần của hệ sinh thái tự nhiên tự duy trì trên Trái Đất (sinh quyển). Chúng cũng có thể bảo tồn những đặc điểm di truyền lịch sử và từ đó cung cấp môi trường sống cho các hệ động và thực vật hoang dã mà khó có thể tạo ra trong phòng thí nghiệm, vườn ươm cây hay vườn bách thú.

## Sự sống
Mặc dù chưa có sự đồng thuận nào về định nghĩa của sự sống trên toàn cầu nhưng các nhà khoa học nhìn chung chấp nhận khái niệm rằng biểu hiện sinh học của sự sống được đặc trưng bởi tổ chức sinh vật, trao đổi chất, sinh trưởng, thích nghi, phản ứng lại kích thích và sinh sản. Sự sống cũng có thể được định nghĩa đơn giản bằng trạng thái tính chất của các sinh vật.
Đặc điểm chung của sinh vật trên cạn (thực vật, động vật, nấm, sinh vật nguyên sinh, vi khuẩn cổ và vi khuẩn) là các tế bào, các tổ chức phức tạp được hình thành trên cơ sở cacbon-và-nước, có sự trao đổi chất, có khả năng sinh trưởng phát triển, phản ứng lại các kích thích và sinh sản. Một thực thể có những đặc điểm này nhìn chung được gọi là sự sống. Tuy nhiên, không phải tất cả định nghĩa về sự sống xem tất cả những tính chất trên là cần thiết. Sự sống nhân tạo cũng có thể được xem là sự sống.
Sinh quyển là phần lớp vỏ bao bọc bên ngoài của Trái Đất – bao gồm đất, bề mặt đá, nước, không khí và khí quyển – bên trong đó có sự sống, và các quá trình sinh học lần lượt thay thế hoặc biến đổi. Trên quan điểm địa sinh lý học, sinh quyển là một hệ sinh thái toàn cầu tích hợp tất cả dạng sống và các mối quan hệ giữa chúng, bao gồm sự tương tác giữa chúng với các thành tố như thạch quyển (đá), thủy quyển (nước) và khí quyển (khí). Hiện tại toàn bộ Trái Đất chứa hơn 75 tỉ tấn (khoảng 6,8×1013 kg) sinh khối, trong đó các loài sống ở nhiều môi trường khác nhau trong sinh quyển.6

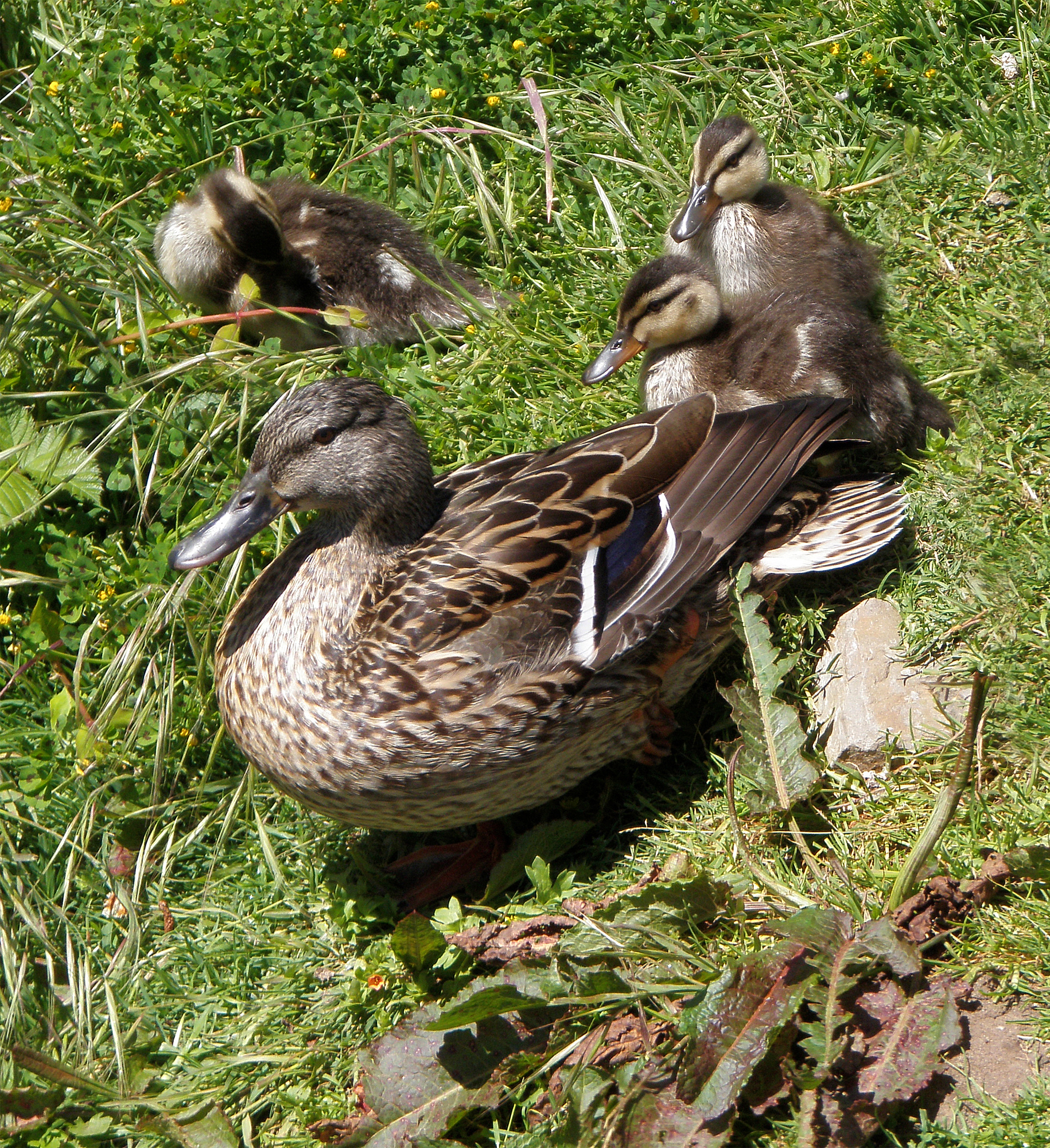
Vịt cái và vịt con – sinh sản là một hình thức duy trì nòi giống

Hơn 9/10 tổng sinh khối trên Trái Đất là thực vật sống mà động vật sống phụ thuộc phần lớn vào nó để tồn tại. Hơn 2 triệu loài động và thực vật sống đã được xác định, và ước tính số lượng loài hiện có từ vài triệu đến hơn 50 triệu. Số cá thể của các loài là không đổi ở các cấp thông lượng khác nhau, với các loài mới xuất hiện và các loài khác bị xóa bỏ trên cơ sở liên tục. Tổng số loài hiện đang giảm một cách nhanh chóng.

### Tiến hóa
Sự sống được biết là chỉ tồn tại trên Trái Đất. Nguồn gốc sự sống là một quá trình mà con người vẫn chưa hiểu rõ, nhưng nó được cho rằng đã tồn tại từ cách đây ít nhất 3,5 tỉ năm vào liên đại Hỏa thành hoặc liên đại Thái cổ trên Trái Đất nguyên thủy có môi trường khác rất nhiều so với hiện nay. Các dạng sống này sở hữu các đặc điểm cơ bản về quá trình tự sao chép và đặc điểm di truyền. Khi sự sống xuất hiện, quá trình tiến hóa bằng cách chọn lọc tự nhiên đã tạo ra sự phát triển đa dạng sự sống chưa từng có.

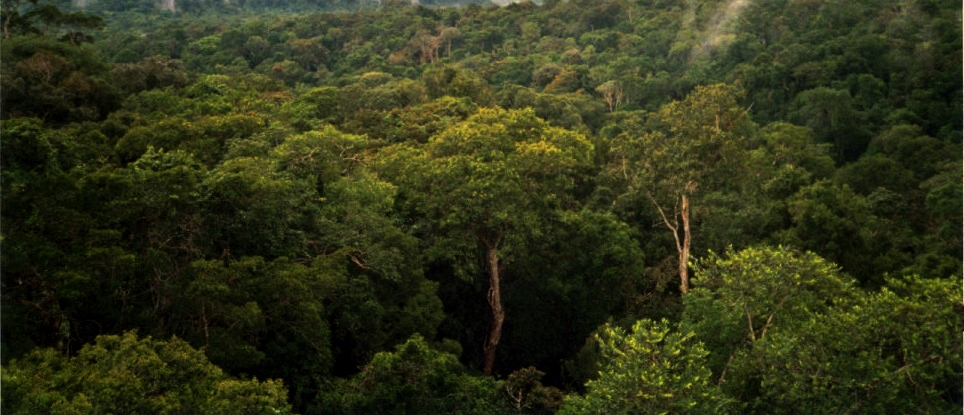
Một vùng của rừng Amazon giữa Colombia và Brasil. Rừng nhiệt đới của Nam Mỹ có độ đa dạng sinh học cao nhất trên Trái Đất.

Những loài không thể thích nghi với sự thay đổi của môi trường và sự cạnh tranh của các loài khác thì chúng bị tuyệt chủng. Tuy nhiên, những hóa thạch lưu giữ những bằng chứng về nhiều loài cổ hơn. Bằng chứng hóa thạch và DNA hiện tại cho thấy tất cả các loài tồn tại có thể có tổ tiên phát triển liên tục từ các dạng sống nguyên thủy đầu tiên.
Sự xuất hiện quá trình quang hợp trong những dạng rất cơ bản của thực vật sống trên khắp Trái Đất đã giúp hấp thụ lượng lớn năng lượng mặt trời để tạo nên điều kiện môi trường cho những dạng sống phức tạp hơn. Sự tích tụ oxy trong khí quyển và dẫn đến sự hình thành tầng ozon. Sự kết hợp các tế bào nhỏ hơn thành các tập đoàn lớn đã tạo ra sự phát triển của các tế bào phức tạp hơn được gọi là sinh vật nhân thực. Các tế bào trong các tập đoàn được biệt hóa mạnh hơn, tạo ra các sinh vật đa bào. Cùng với việc tầng ozon hấp thụ các tia cực tím đã giúp cho các sinh vật có thể định cư được trên bề mặt Trái Đất.

### Vi sinh vật

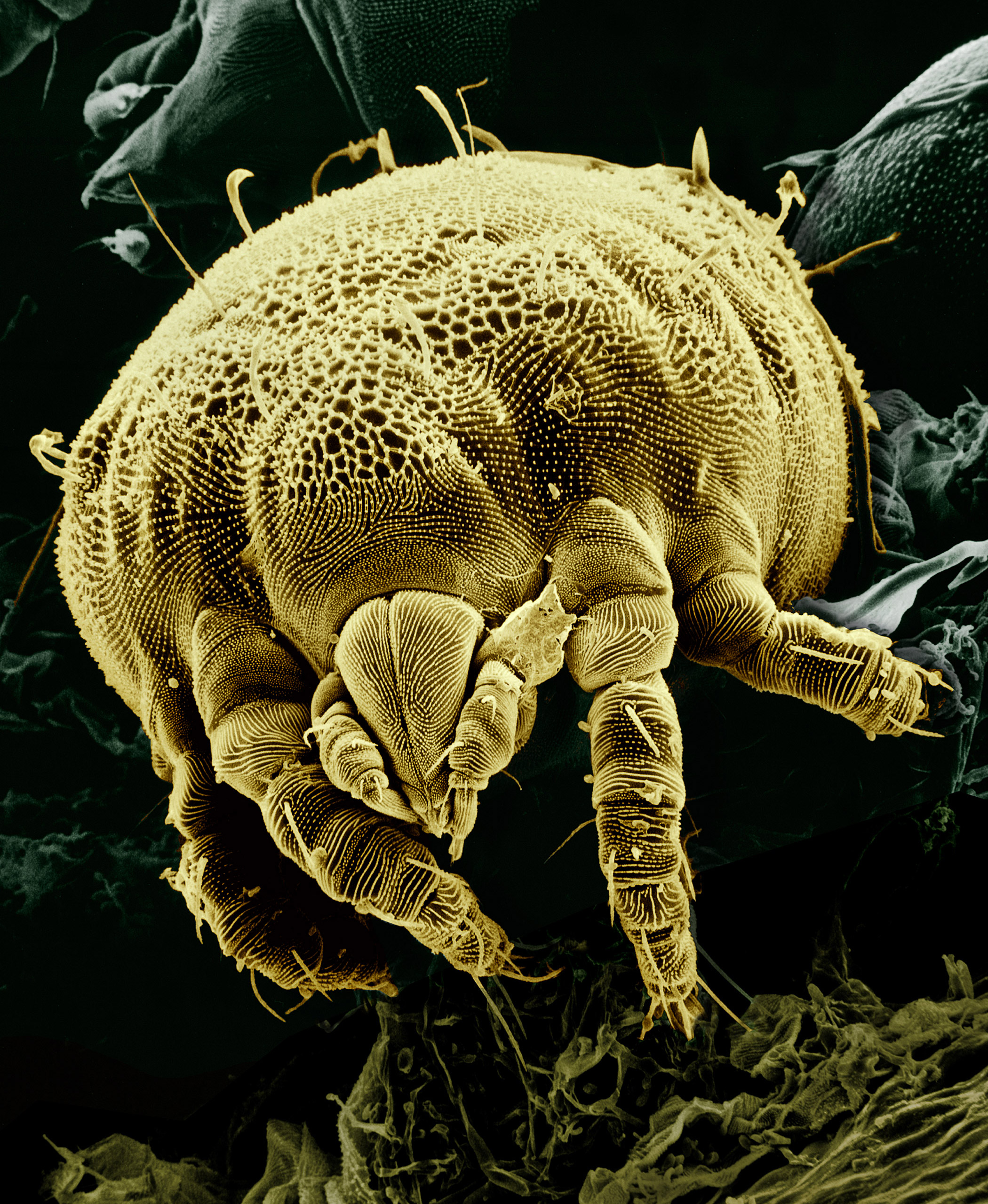
Ảnh một con Lorryia formosa dưới kính hiển vi.

Dạng sống đầu tiên phát triển trên Trái Đất là các vi sinh vật, và chúng vẫn giữ nguyên kiểu hình trên hành tinh này qua hàng tỉ năm khi các sinh vật đa bào bắt đầu xuất hiện. Các vi sinh vật là các sinh vật đơn bào thường có kích thước rất nhỏ mà mắt thường không thể nhìn thấy. Chúng bao gồm vi khuẩn, nấm, vi khuẩn cổ và sinh vật nguyên sinh.

Các dạng sống này được phát hiện ở khắp nơi trên Trái Đất nơi có nước lỏng, bao gồm cả cấu trúc bên trong Trái Đất. Sự sinh sản của chúng nhanh chóng và nhiều. Sự kết hợp của tốc độ đột biến và vận chuyển ngang gen cao có khả năng giúp chúng thích nghi cao và có thể sống sót trong các môi trường mới bao gồm cả ngoài không gian. Chúng là một phần thiết yếu của hệ sinh thái trên Trái Đất. Tuy nhiên, nhiều vi sinh vật là tác nhân gây hại đối với sức khỏe của nhiều loài khác.

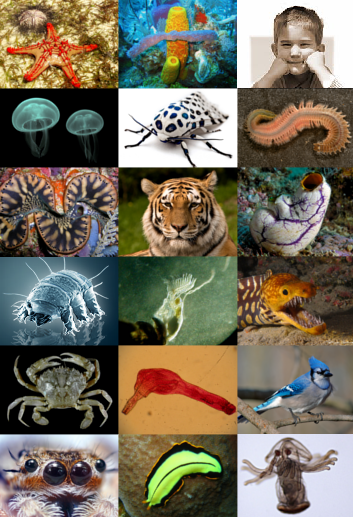
Bộ sưu tập về đa dạng động vật.

### Thực vật và động vật
Ban đầu Aristotle chia tất cả sinh vật sống thành thực vật và động vật. Trong hệ thống phân loại của Linnaeus, các sinh vật được phân thành giới Vegetabilia (sau này là Plantae) và Animalia. Kể từ đó, việc phân chia trở nên rõ ràng rằng Plantae như ban đầu được xác định bao gồm nhiều nhóm không liên quan, và nấm và nhiều nhóm khác của tảo đã được xếp vào các giới mới. Tuy nhiên, chúng vẫn thường được xem là thực vật trong một số ngữ cảnh. Vi khuẩn đôi khi nằm trong hệ thực vật, và một số hệ thống phân loại dùng từ hệ thực vật vi khuẩn (bacterial flora) tách biệt với hệ thực vật (plant flora).

Trong số nhiều cách phân loại thực vật theo các hệ thực vật khu vực, việc phân chia này phụ thuộc vào mục đích nghiên cứu, có thể bao gồm thực vật hóa thạch, đó là những thành phần thực vật còn sót lại của thời kỳ trước. Con người ở nhiều vùng và quốc gia khác nhau rất tự hào về những đặc điểm của hệ thực vật tự nhiên của họ, các hệ này có thể phân bố rộng khắp trên toàn cầu do sự khác biệt về khí hậu và địa hình.

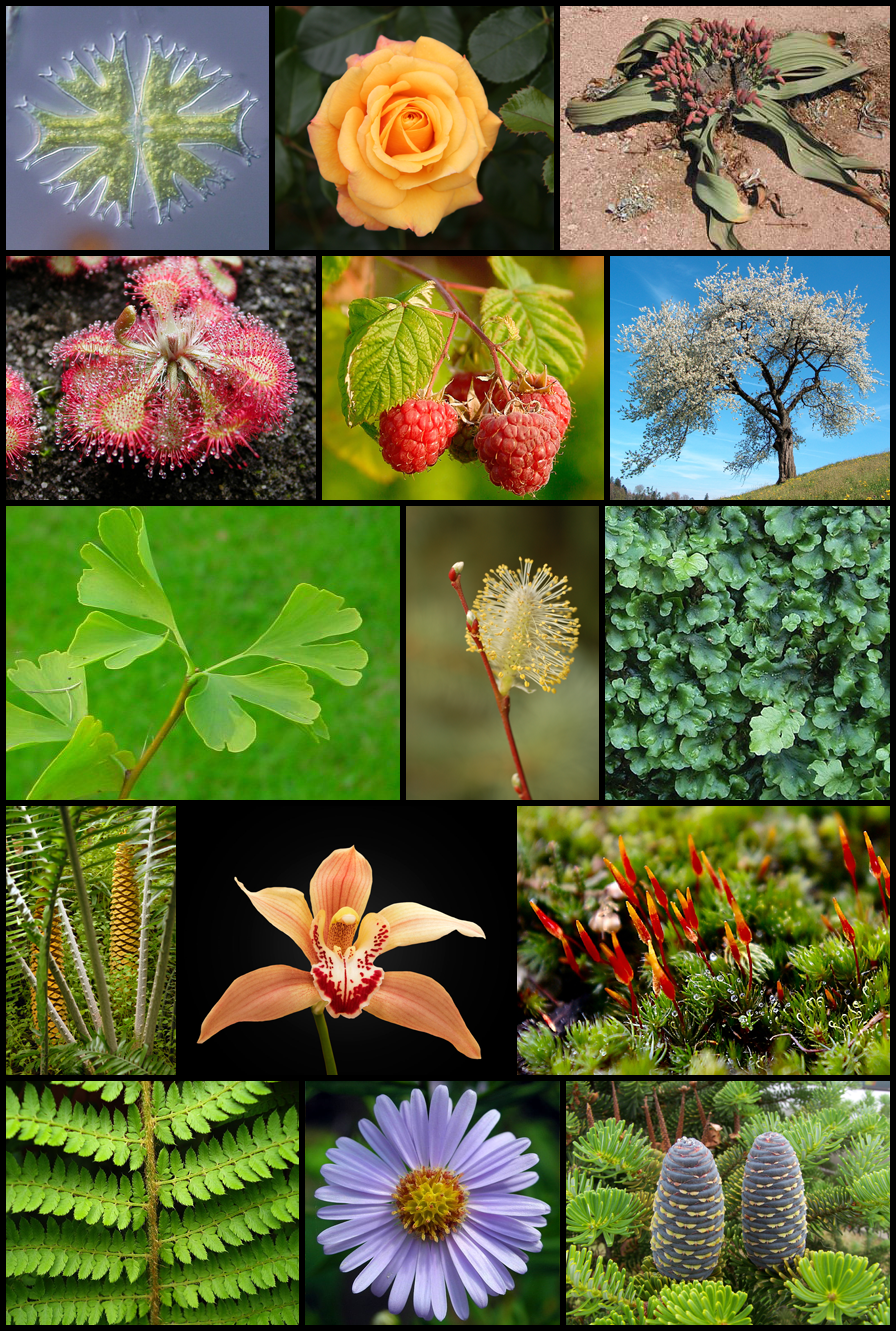
Bộ sưu tập về đa dạng thực vật

Hệ thực vật khu vực thường được chia thành thực vật bản địa và thực vật nghề vườn và nông nghiệp, kiểu thực vật vườn đề cập đến các loại cây do con người trồng. Trong số các loại "thực vật bản địa" thực chất có thể là du nhập hàng thế kỷ trước do con người di cư từ vùng này sang vùng khác hoặc từ lục địa này sang lục địa khác, và trở thành một phần không thể thiếu của thực vật bản địa hay hệ thực vật tự nhiên của nơi mà chúng được du nhập đến. Đây là một ví dụ cho sự tương tác của con người với tự nhiên có thể xóa nhòa ranh giới về bản chất tự nhiên.
Một nhóm thực vật khác được ghi lại trong lịch sử là cỏ dại. Cách gọi này được các nhà thực vật học dùng để chỉ các loại thực vật "vô ích", cách dùng không chính thức của từ "cỏ dại" để mô tả những thực vật xứng đáng loại khỏi là minh họa khuynh hướng chung của loài người và cộng đồng xã hội về việc mưu cầu sự biến đổi hay tái tạo lại chiều hướng vận động của tự nhiên. Tương tự vậy, các loài động vật thường được xếp thành các nhóm như thuần hóa, động vật nuôi, đông vật hoang dã, loài vây hại, v.v. theo mối quan hệ của chúng đối với con người.
Động vật nằm trong nhóm có nhiều đặc điểm khác biệt với các sinh vật sống khác. Động vật là các sinh vật nhân thực và thường là đa bào (xem Myxozoa), tách biệt với vi khuẩn, vi khuẩn cổ và hầu hết sinh vật đơn bào. Chúng là các sinh vật dị dưỡng, thường tiêu hóa thức ăn trong các khoang bên trong cơ thể, khác biệt với thực vật và tảo. Chúng cũng được phân biệt với thực vật, tảo và nấm do không có thành tế bào.
Với số ít trường hợp ngoại lệ, phần lớn trong đó là bọt biển (Ngành Bọt biển), động vật có cơ thể chuyên biệt thành những mô biệt hóa. Chúng gồm có cơ bắp, dùng để co rút và điều khiển vận động, và một hệ thần kinh, dùng để gửi và chuyển tiếp tín hiệu. Chúng cũng có một khoang tiêu hóa đặc trưng bên trong. Tế bào nhân thực là nền tảng của tất cả các loài động vật, được bao quanh bởi một chất nền ngoại bào giàu đặc tính, xây dựng từ collagen và những glycoprotein đàn hồi. Cấu trúc này có thể bị vôi hóa trở thành những dạng cấu trúc khác như vỏ, xương và gai, một bộ khung nền để các tế bào có thể di chuyển và tái tổ chức trong suốt quá trình sinh trưởng phát triển và trưởng thành, cũng như hỗ trợ cho những hệ giải phẫu phức tạp cần thiết cho tính di động.

## Tương tác với con người
Mặc dù con người hiện chỉ là một phần rất nhỏ trong tổng thể sinh khối trên Trái Đất nhưng tác động của con người vào thiên nhiên lại quá lớn. Do sự mở rộng ảnh hưởng của con người, các ranh giới giữa những gì của con người liên quan đến tự nhiên và các "môi trường nhân tạo" là không rõ ràng trừ những trường hợp đặc biệt. Ngay cả ở những trường hợp đặc biệt, số lượng các môi trường tự nhiên mà chưa chịu sự ảnh hưởng của con người một cách rõ rệt hiện cũng đang giảm dần với tốc độ nhanh chóng.

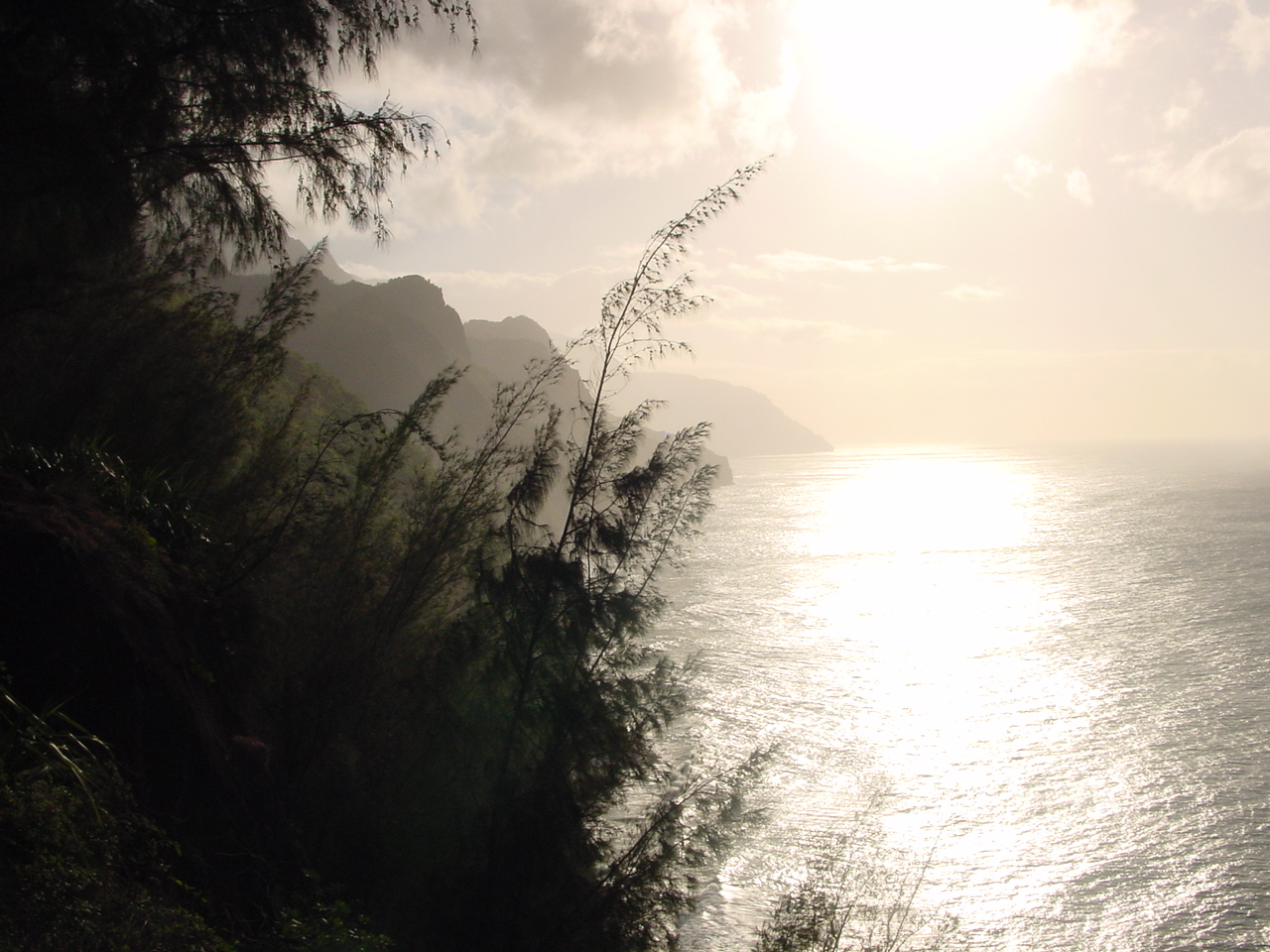
Các thung lũng hẻo lánh dọc theo bờ biển Na Pali ở Hawaii mang nhiều nét đẹp tự nhiên nhưng đã bị thay đổi mạnh mẽ do các loài xâm lấn du nhập như phi lao.

Sự phát triển công nghệ của loài người đã cho phép khai thác tài nguyên thiên nhiên tốt hơn và giúp giảm bớt rủi ro từ thiên tai. Tuy nhiên, trong quá trình này, số phận của nền văn minh loài người vẫn gắn liền với những biến đổi của môi trường. Hiện tồn tại một vòng hồi tiếp rất phức tạp giữa việc sử dụng công nghệ tiến bộ và những biến đổi của môi trường, và cũng chỉ được hiểu biết một cách chậm chạp. Những mối đe dọa do chính con người thực hiện đối với môi trường tự nhiên trên Trái Đất như gia tăng dân số, phá rừng, tai biến như tràn dầu, và con người cũng góp phần gây ra sự tuyệt chủng của nhiều loài động vật và thực vật.

Con người sử dụng tự nhiên vào những hoạt động giải trí và kinh tế, việc tìm kiếm và khai thác các nguồn tài nguyên thiên nhiên cho hoạt động công nghiệp vẫn là thành phần chính của nền kinh tế thế giới. Các hoạt động như săn bắn, đánh cá phục vụ cho tiêu dùng và giải trí thì có sự khác biệt giữa các nhóm người. Hoạt động nông nghiệp đã bắt đầu vào khoảng thiên niên kỷ 9 TCN. Thay đổi từ sản xuất lương thực sang năng lượng đã tác động đến sự thịnh vượng của nền kinh tế thế giới.

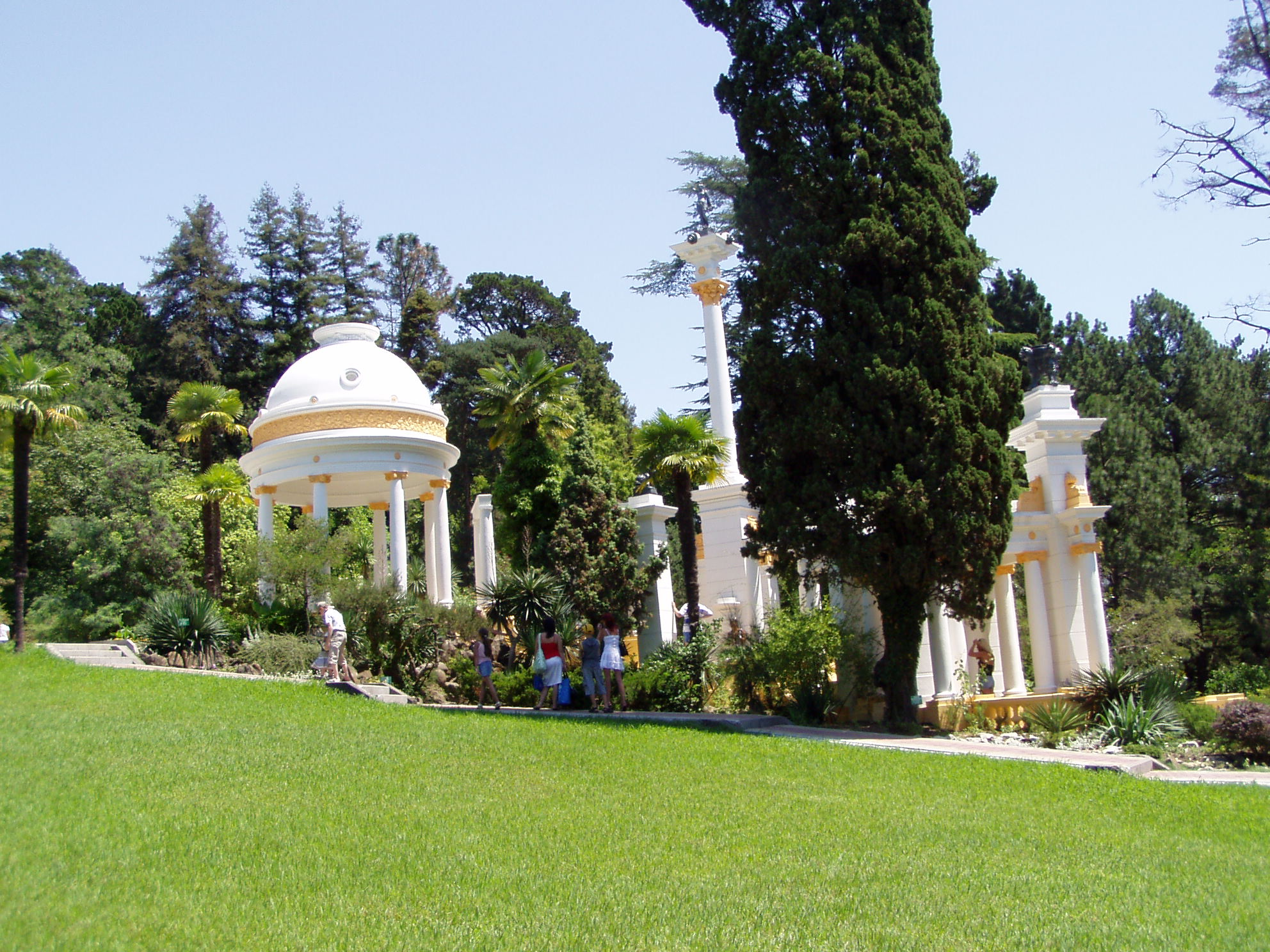
Vườn cây ở Sochi là một ví dụ về sự ảnh hưởng của "tự nhiên" và môi trường "nhân tạo".

Mặc dù vào thời kỳ đầu, con người thu lượm những nguyên liệu từ thực vật hoang dại để làm thực phẩm và sử dụng những đặc tính dược học của thực vật để chữa bệnh, còn hầu hết con người hiện đại sử dụng thực vật thông qua các hoạt động nông nghiệp. Sự phát quang một khu vực đất rộng lớn cho trồng trọt đã làm giảm đáng kể diện tích rừng hiện hữu và các vùng đất ngập nước, làm mất môi trường sống của nhiều loài động thực vật cũng như làm gia tăng xói mòn.

### Thẩm mỹ và vẻ đẹp
Vẻ đẹp của tự nhiên đã và đang là chủ đề của nhiều tác phẩm nghệ thuật cũng như được ghi lại trong nhiều quyển sách chất đầy thư viện và các nhà sách. Thiên nhiên đã được miêu tả và được ca ngợi nhiều trong nghệ thuật, nhiếp ảnh, thơ và các loại hình văn học nghệ thuật khác thể hiện thế mạnh của nó mà nhiều người đã liên kết hai yếu tố tự nhiên và vẻ đẹp với nhau. Những lý do tại sao các mối liên hệ này tồn tại, và cái gì đã liên kết chúng được nghiên cứu bởi một nhánh triết học được gọi là sự thẩm mỹ. Ngoài những đặc điểm cơ bản mà nhiều triết gia đồng ý về việc giải thích những gì được coi là đẹp, thì những ý kiến khác về cái đẹp hầu như bất tận. Tự nhiên và hoang dã là các chủ đề quan trọng trong nhiều kỷ nguyên của lịch sử thế giới. Nghệ thuật phong cảnh truyền thống sơ khai bắt đầu ở Trung Quốc trong suốt triều đại nhà Đường (618–907). Biểu diễn thiên nhiên qua nghệ thuật là một trong những chủ đề của tranh Trung Quốc và có những ảnh hưởng nhất định đối với nghệ thuật châu Á.
Mặc dù các kỳ quan thiên nhiên được vinh danh trong Thánh Vịnh và Sách Job, việc truyền tải sự hoang dã trong nghệ thuật đã trở nên phổ biến hơn trong thập niên 1800, đặc biệt trong các tác phẩm của phong trào lãng mạn. Các họa sĩ Anh quốc như John Constable và J. M. W. Turner đã chuyển sự chú ý của họ vào việc truyền tải những vẻ đẹp của thế giới tự nhiên đi vào những bức họa. Trước đó, hội họa chủ yếu tập trung vào những hình ảnh tôn giáo hoặc con người. Thơ của William Wordsworth đã miêu tả sự kỳ diệu của thế giới tự nhiên, mà trước đây được xem như là "vùng nguy hiểm". Càng ngày sự coi trọng giá trị của thiên nhiên đã trở thành một khía cạnh của văn hóa phương Tây. Phong trào nghệ thuật này cũng trùng hợp với phong trào siêu việt luận trong thế giới phương Tây. Ý tưởng cổ điển chung của nghệ thuật về cái đẹp liên quan đến sự bắt chước thiên nhiên. Cũng trong lĩnh vực về vẻ đẹp của thiên nhiên là sự hoàn hảo được ngụ ý thông qua những dạng toán học hoàn hảo và tổng quát hơn bởi những cách sắp xếp của tự nhiên theo các khuôn mẫu nhất định. Như David Rothenburg viết, "Cái đẹp là gốc rễ của khoa học và mục đích của nghệ thuật, khả năng cao nhất mà nhân loại có thể hy vọng thấy được nó".:281

## Vật chất và năng lượng

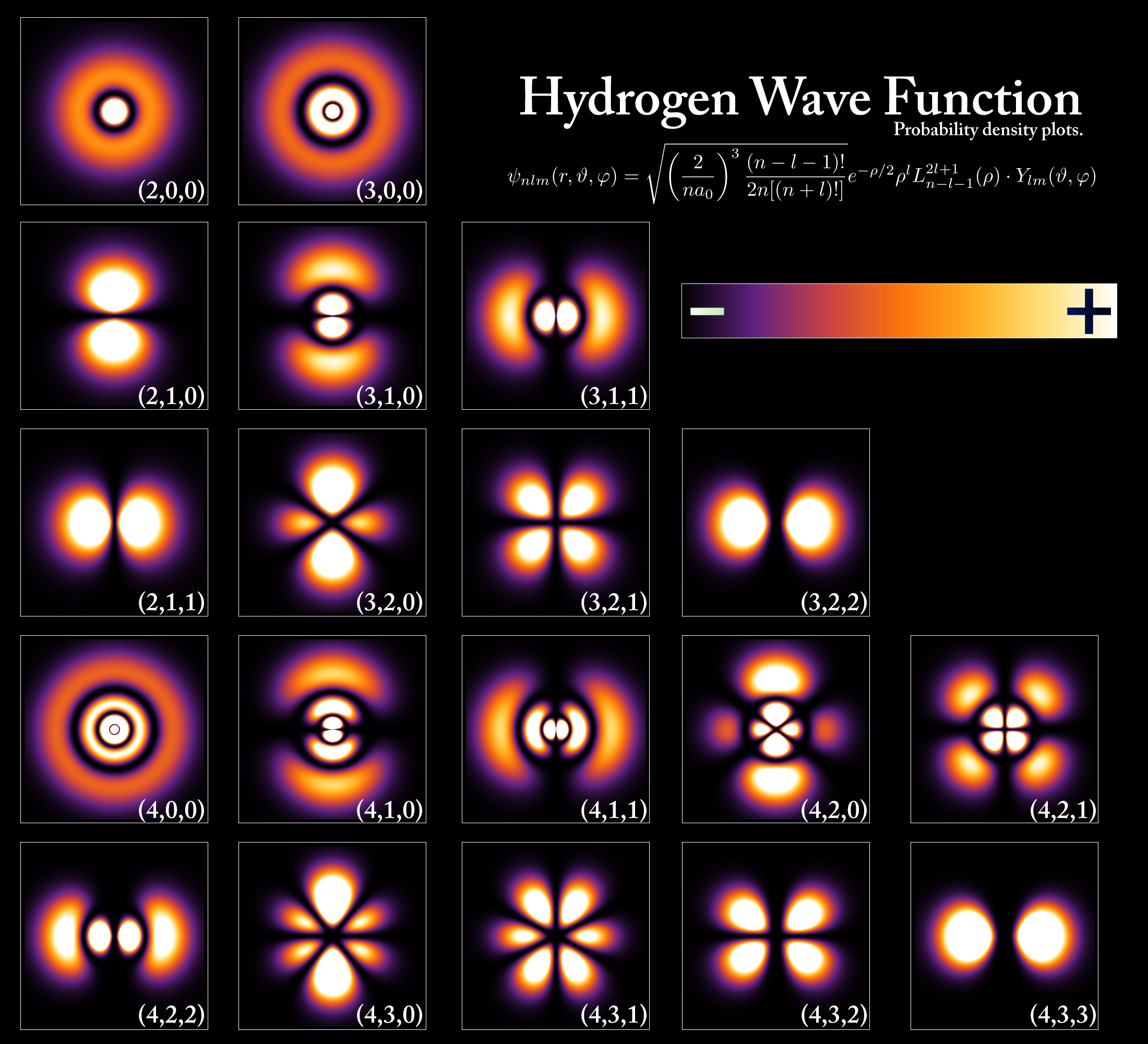
Các obitan đầu tiên của nguyên tử hydro.

Một số lĩnh vực khoa học xem tự nhiên là vật chất chuyển động tuân theo những quy luật nhất định của tự nhiên mà khoa học đang tìm hiểu. Vì lý do đó, nền tảng cơ bản nhất của khoa học được hiểu một cách chung là "vật lý học" – tên gọi mà vẫn có thể nhận ra nó ám chỉ nghiên cứu về tự nhiên.
Vật chất thường được định nghĩa là chất cấu thành nên vật thể vật lý. Nó cấu tạo nên vũ trụ quan sát được. Các thành phần này của vũ trụ hiện được tin là chỉ chiếm 4,9% tổng khối lượng. Phần còn lại 26,8% là vật chất lạnh tối và 68,3% là năng lượng tối. Số liệu chính xác của các thành phần này vẫn chưa được biết rõ và hiện đang được các nhà vật lý nghiên cứu.
Trạng thái của vật chất và năng lượng thông qua việc quan sát được vũ trụ cho thấy chúng tuân theo các định luật vật lý rõ ràng. Các định luật này được áp dụng để thành lập các mô hình vũ trụ đã giải thích thành công cấu trúc và sự tiến hóa của vũ trụ mà chúng ta có thể quan sát được. Các biểu thức toán học của các định luật vật lý sử dụng một bộ 12 hằng số vật lý có vẻ như là tĩnh đối với vũ trụ quan sát được. Giá trị của các hằng số này đã được đo đạc cẩn thận nhưng nguyên do để có được các con số này vẫn là điều bí ẩn.

## Bên ngoài Trái Đất

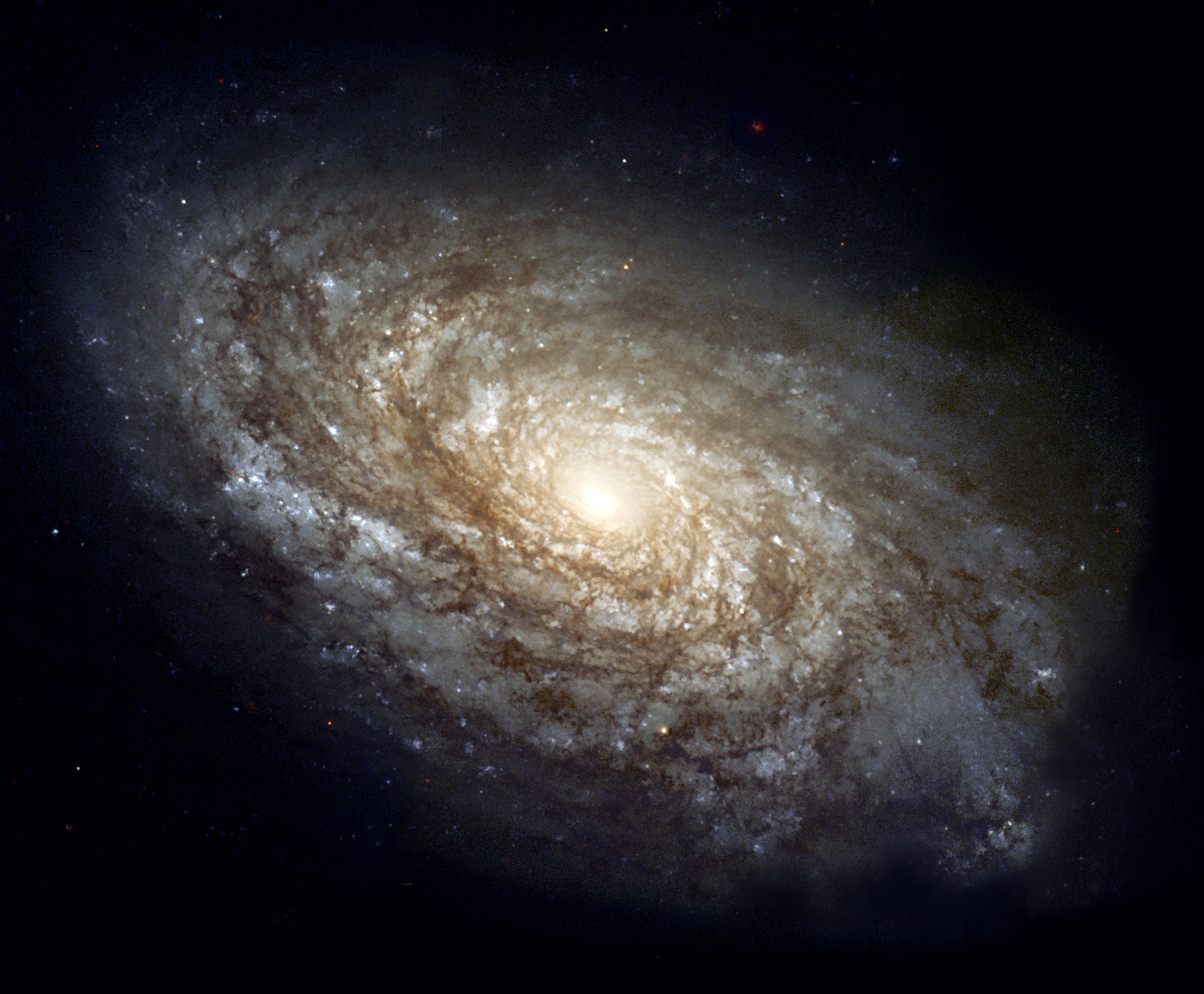
NGC 4414 là thiên hà xoắn ốc trong chòm sao Coma Berenices có đường kính khoảng 56.000 năm ánh sáng và cách Trái Đất khoảng 60 triệu năm ánh sáng.

Các hành tinh và hành tinh lùn trong hệ Mặt Trời (kích thước theo tỉ lệ, khoảng cách không theo tỉ lệ)

Không gian ngoài thiên thể chỉ vùng không gian tương đối rỗng của vũ trụ bên ngoài khí quyển của các thiên thể. Không có ranh giới rõ ràng giữa khí quyển Trái Đất và không gian ngoài thiên thể, vì áp suất khí quyển giảm từ từ theo độ cao tăng dần. Không gian ngoài thiên thể trong hệ Mặt Trời được gọi là không gian liên hành tinh, nó trải rộng đến không gian liên sao tại nơi được gọi là nhật quyển.
Không gian ngoài thiên thể gồm một số ít các loại vật chất phân tử hữu cơ được phát hiện bởi các sóng quang phổ viba, phông nền bức xạ vũ trụ còn tồn dư sau vụ nổ Big Bang và nguồn gốc của vũ trụ, và các tia vũ trụ chứa các hạt nhân nguyên tử bị ion hóa và nhiều loại hạt hạ nguyên tử khác. Cũng có một số chất khí, plasma và bụi, và các thiên thạch nhỏ. Ngoài ra, các dấu hiệu của sự sống loài người phát vào không gian ngày nay như các loại vật liệu còn lại từ các vật thể có và không người lái từng phóng lên không gian có tiềm năng gây hại cho các tàu vũ trụ. Một số mảnh vỡ này theo định kỳ quay trở lại khí quyển Trái Đất.
Mặc dù Trái Đất hiện là thiên thể duy nhất được biết là có sự sống trong hệ Mặt Trời, các bằng chứng hiện tại cho rằng trong quá khứ xa xôi của Sao Hỏa từng tồn tại các vực nước ở dạng lỏng trên bề mặt của nó. Như vậy, Sao Hỏa cũng có khả năng hỗ trợ sự sống và hiện tại người ta cho rằng vẫn còn nước trên hành tinh này ở dạng băng. Nếu sự sống tồn tại trên Sao Hỏa, nhiều khả năng bên dưới mặt đất của nó nước có thể tồn tại.
Các môi trường của các hành tinh đất đá khác như Sao Thủy và Sao Kim cho thấy khó có khả năng hỗ trợ sự sống. Nhưng con người phỏng đoán rằng Europa, vệ tinh lớn thứ tư của Sao Mộc, có thể có biển nước lỏng bên dưới bề mặt của nó và có tiềm năng hỗ trợ sự sống.
Ngày nay, các nhà thiên văn học đã và đang bắt đầu khám phá các hành tinh giống Trái Đất bên ngoài hệ Mặt Trời – các hành tinh nằm trong vùng có thể định cư trong không gian quanh các ngôi sao, mà chúng có thể hỗ trợ cho sự sống.

## Chú giải
- Chú giải 5: [Hồ] là bất kỳ một vực nước nào có nước chảy chậm hoặc đứng yên chiếm một phần diện tích trên đất liền với kích thước đáng kể. Các định nghĩa để phân biệt chính xác hồ, ao, đầm lầy và thậm chí là các con sông và các vực nước khác ngoại trừ chúng không thuộc đại dương thì vẫn chưa rõ ràng. Tuy nhiên, có thể nói rằng, các con sông và suối thì có dòng chảy tương đối nhanh; các đầm lầy và đồng lầy có chứa một lượng cỏ, cây thân gỗ và cây bụi tương đối lớn; và các ao có kích thước tương đối nhỏ so với hồ. Về mặt địa chất học, các hồ là các vực nước tạm thời.[77]
- Chú giải 6: Con số "khoảng 1/2 của 1%" tính theo cách sau (xem ví dụ Leckie, Stephen (1999). "How Meat-centred Eating Patterns Affect Food Security and the Environment". For hunger-proof cities: sustainable urban food systems. Ottawa: International Development Research Centre. ISBN 0-88936-882-1., trong đó cân nặng con người trung bình là 60 kg.), tổng sinh khối loài người là khối lượng trung bình của con người nhân với dân số thế giới hiện tại vào khoảng 6,5 tỉ (xem ví dụ, "World Population Information". U.S. Census Bureau. Truy cập ngày 28 tháng 9 năm 2006.): Giả sử cân nặng trung bình của con người là 60–70 kg (khoảng 130–150 cân Anh), thì cân nặng tổng của loài người trên toàn cầu vào khoảng 390 tỉ (390×109) và 455 triệu kg (trong khoảng 845 tỉ đến 975 tỉ cân Anh, hay 423 triệu–488 triệu tấn thiếu). Tổng sinh khối của tất cả các loài trên Trái Đất ước tính lớn hơn 6,8 x 1013 kg (75 tỉ tấn thiếu). Theo cách tính này, tỉ lệ của tổng sinh khối chỉ tính riêng của loài người vào khoảng gần 0,6%.